# Pelzmütze

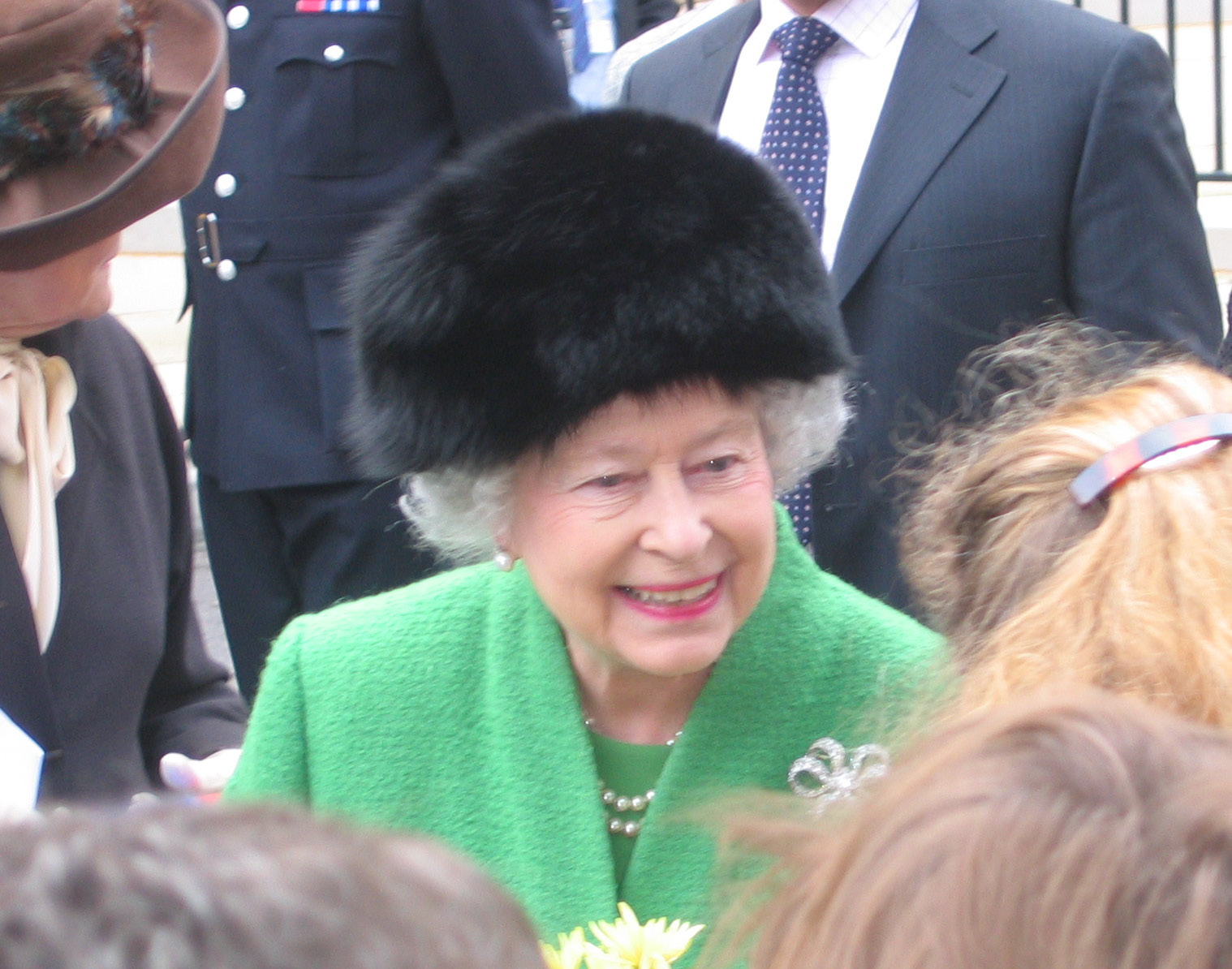
Königin Elisabeth mit Fuchsmütze bzw. -haube (2005)

Eine Pelzmütze ist eine winterliche Kopfbedeckung aus Fell (Mütze = süddeutsch und österreichisch teilweise Haube, auch Kappe). Entsprechend dem Sprachgebrauch bei textilen Kopfbedeckungen wird eine Fellmütze mit Rand als Pelzhut bezeichnet.
Bei den klassischen Damen- und Herrenpelzmützen werden die einfache Form und die mit geteiltem doppeltem Rand unterschieden, bei dem der Hinterrand über die Ohren gezogen werden kann. Auch haben Mützen mit Schirm, die sogenannten Jagd- oder Hubertusmützen, inzwischen Eingang in die allgemeine Mode gefunden.
Mit der gewerblichen Anfertigung von Pelz-Kopfbedeckungen beschäftigen sich vor allem die Gewerke der Modisten und Kürschner.

## Allgemein
Pelz-Kopfbedeckungen unterscheiden sich nach Form und der Pelzart, aus der sie gearbeitet sind. Beides kann durch den Verwendungszweck, Tracht (regional, berufsbezogen) oder, vor allem in neuer Zeit, durch die Mode beeinflusst oder bestimmt sein. Insbesondere für die historische Mütze kommt die örtliche Verfügbarkeit des Fellmaterials hinzu. Die Pelzmütze- und der Pelzhut sind den kälteren Gegenden vorbehalten, im Sommer und in Gebieten ohne Winter taucht Pelz höchstens gelegentlich als Kopfschmuck auf, besonders in historischer Kleidung als Trophäe einheimischer Jäger, ohne wärmenden Zweck. Pelzhüte und Kappen waren in besonderem Ausmaß nach 1945, dem Ende des Zweiten Weltkriegs, für einige Jahrzehnte ein wichtiger Bestandteil vor allem auch der deutschen Hut- und der zu der Zeit besonders florierenden Pelzmode.

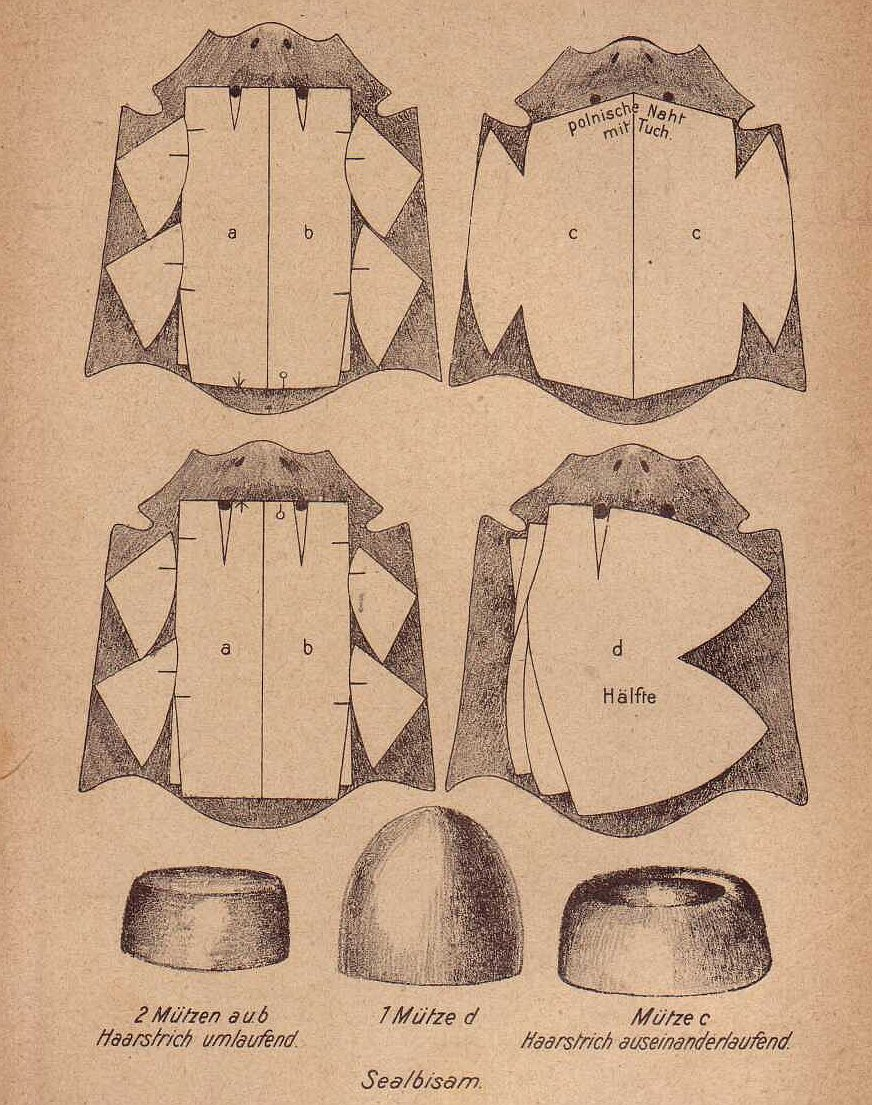
Zuschnitt für drei Mützenformen aus Sealbisamfell (1895)

## Arbeitstechnik
Weiche, nicht versteifte Pelzmützen werden nach einem Schnittmuster zugeschnitten (Fachbegriff: Abgleichen). Meist wird das Fell nach dem Anbrachen, dem Entfernen eventueller Schadstellen, gespannt, um es zu glätten und um die Fellfläche optimal auszunutzen. Die abgeglichenen Mützenteile werden mit der Pelznähmaschine oder einer überwendlichen Handnaht zusammengefügt und die Nähte anschließend geglättet. In der Regel werden sie mit Stoff abgefüttert, eventuell zusätzlich wattiert. Außer bei kapuzenartigen und flach am Kopf anliegenden Formen werden sie zum besseren Halt und als Schutz gegen das Ausdehnen mit einem der Hutweite entsprechenden Hutband versehen.
Für feste Modelle werden die Felle auf den Block (Mützenblock, Kappenblock, Kappenstock) geheftet und darauf in Form geschnitten. Nach dem Nähen werden sie feucht, mit dem Haar nach außen, über den Block gezogen und festgezweckt, mit Stecknadeln und Zweckzange beziehungsweise einem Hand-, Elektro- oder Drucklufttacker. Individuelle Details (Falten, imitierte Ohrenklappen etc.) werden dabei mit Pappstreifen ausgeformt. Für besonders hochwertige Verarbeitungen kann gleichzeitig eine Klebegaze mit eingebracht werden, die nach dem Trocknen eine besonders weiche und leichte Kappe ergibt. Anstelle dieses früher regelmäßig verwendeten, im nassen Zustand klebenden Steiftülls oder der Steifgaze wird als Unterstoff heute meist ein gitterförmiges Kunststoffgeflecht benutzt.

## Geschichte

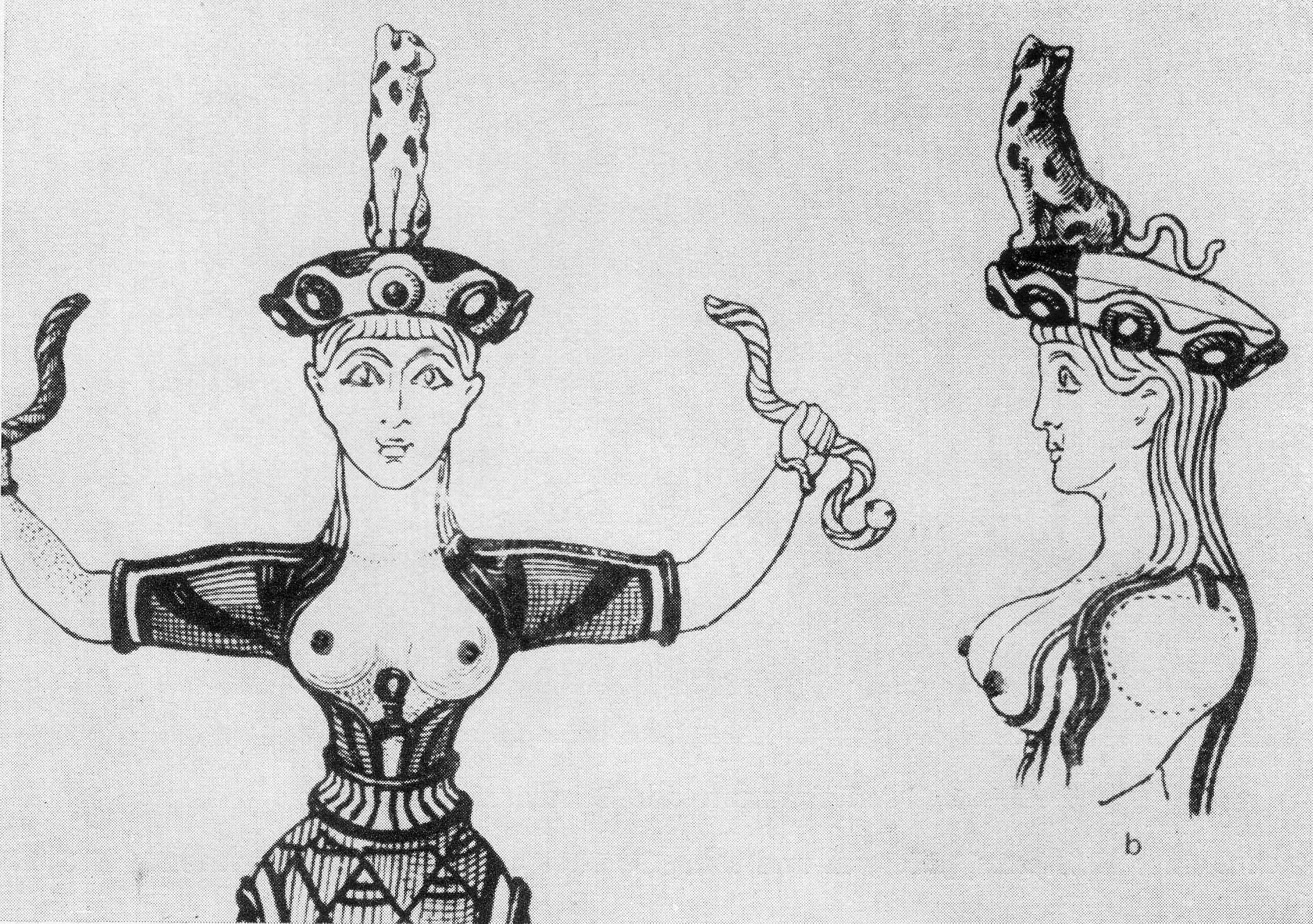
Priesterin mit Leopardenhut (Knossos, 1600 v. Chr.)

Felle mit daranbelassenen Köpfen und Fellköpfe gehörten schon in frühester Zeit in vielen Ländern zu den mythischen Kopfbedeckungen und zu Kopfschmuck von Jägern und Kriegern. Der „Zauberer“ der Höhlenmalereien von Trois Frères in Ariège trägt ein Bisonfell mit Kopfteil, als Maske und Mütze verwendet. Das Nebeneinander von jägerischer Tarnung und kultischer Felltracht blieb über Jahrtausende bestehen. Germanische Krieger trugen gelegentlich eine Wolfsmaske mit Wolfsschwanz, ägyptische Priester zumindest im Kult eine Hundemaske. Assyrische Tänzer maskierten sich beim Kriegstanz mitunter mit Löwenmasken. Altkretische Priesterinnen trugen junge Leoparden als Kopfschmuck, eine kretische Priesterin hat ihren Hut sogar mit einem ausgestopften Jungleoparden verziert. In Indien übernahmen die Mitanni aus Pfauenbälgen gearbeitete Masken. Fellmasken mit nichtritualem Gebrauch zeigen beispielsweise Jagdmasken auf ägyptischen Paletten der Frühzeit. In Mittelamerika waren bei Mixteken und Maya und in Südamerika bei den Stämmen auf der Paracas-Halbinsel Masken oder Hüte aus Jaguarfell Bestandteile der Kult- und Kriegstrachten.
Pelzmützen gehören zu den ältesten Kopfbedeckungen zumindest kalter Gegenden. In Pfahlbautenüberresten fand man Kopfbedeckungen, von denen man annimmt, dass sie aus Fischotterfellen gefertigt wurden. Im Hallstätter Salzbergwerk wurde eine ganz mit Salz überkrustete Fellmütze gefunden, die etwa aus der Zeit um 2000 v. Chr. stammt, also der Bronzezeit. Im Mittelalter und der Neuzeit waren Kopfbedeckungen aus Pelz ein augenfälliges Statussymbol, wenn sie aus exklusiven Fellen, wie zum Beispiel Zobel, gearbeitet waren.
Um 700 v. Chr. schlug der griechische Dichter Hesiod für den Winter vor: „Für die Füße Sandalen aus Ochsenfell, um die Brust einen Umhang aus Zickelfell und auf dem Kopf eine flache Pelzmütze, die auch die Ohren schützt.“

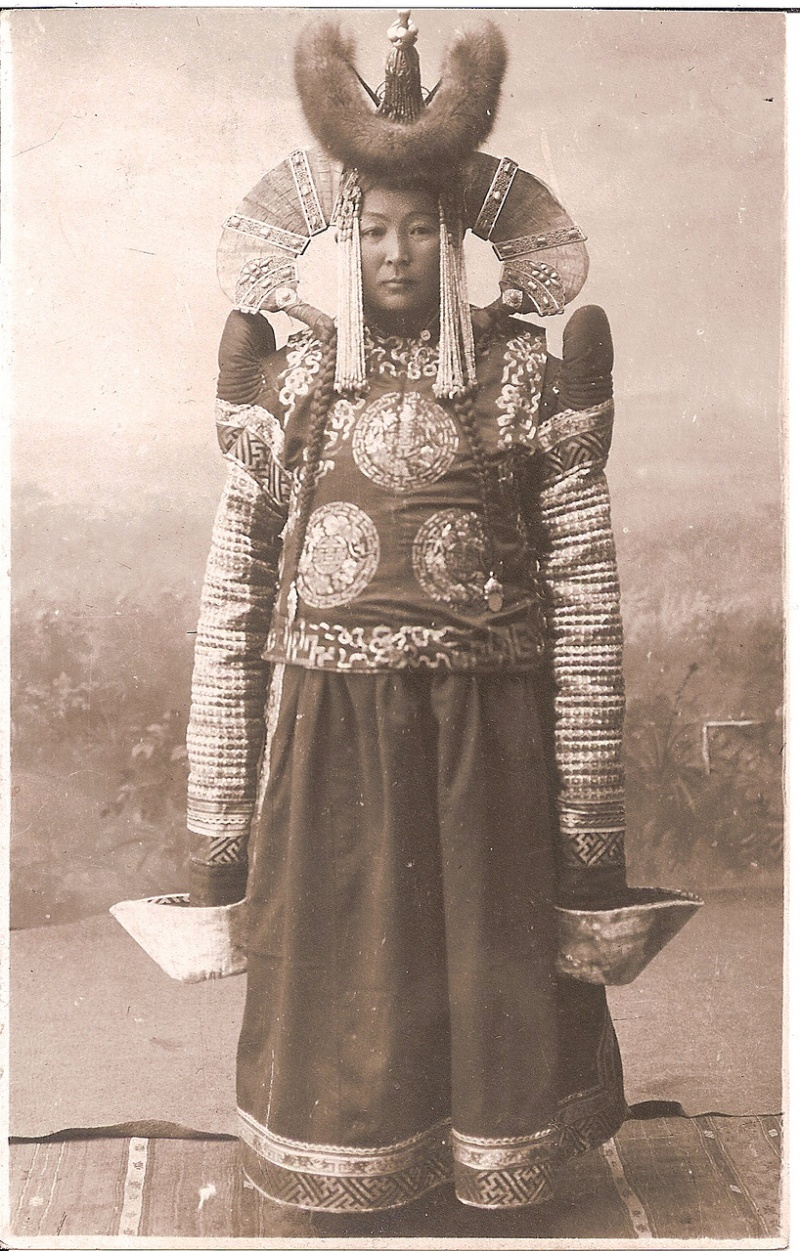
Kopfschmuck mit Zobel, mongolische Aristokratin (Anfang 20. Jh.)

Noch heute besitzt in den kalten Teilen Asiens – etwa der Mongolei – fast jeder Bewohner eine Mütze aus Pelz. Sie ist häufig aus Materialien gearbeitet, die Hirtenvölkern ohnehin zur Verfügung stehen, wie Lammfell oder Ziegenfell.
Einfache Mützen aus Lamm- oder Schaffell wurden in ländlichen Gegenden anfangs häufig von den Schäfern und Bauern selbst angefertigt. Da die Kürschner jedoch über die Möglichkeit einer fachgerechteren Gerbung der Felle verfügten, dürften diese im Lauf der Zeit auch dort meist die Herstellung übernommen haben. Mit der modernen Pelzmode, etwa nach 1860, wurden die Pelzkappen- und Hutformen raffinierter, sie benötigten zur Herstellung jetzt häufig spezielle Holzformen, je nach Mode in beständig neuen Modellen. Damit wurde die Produktion für den einzelnen Kürschner meist unlukrativ. Bei den wenigen Stücken, die er von einem Modell verkaufte, konnte es passieren, dass der aufwändig herzustellende Holzblock mehr kostete als ihm die darauf gearbeiteten Pelzkappen an Nutzen einbrachten. Dies schuf die Grundlage für Pelzhut-Spezialbetriebe, die Kürschner, Hut- und Textilgeschäfte und Warenhäuser, aber auch die Haute Couture beliefern.

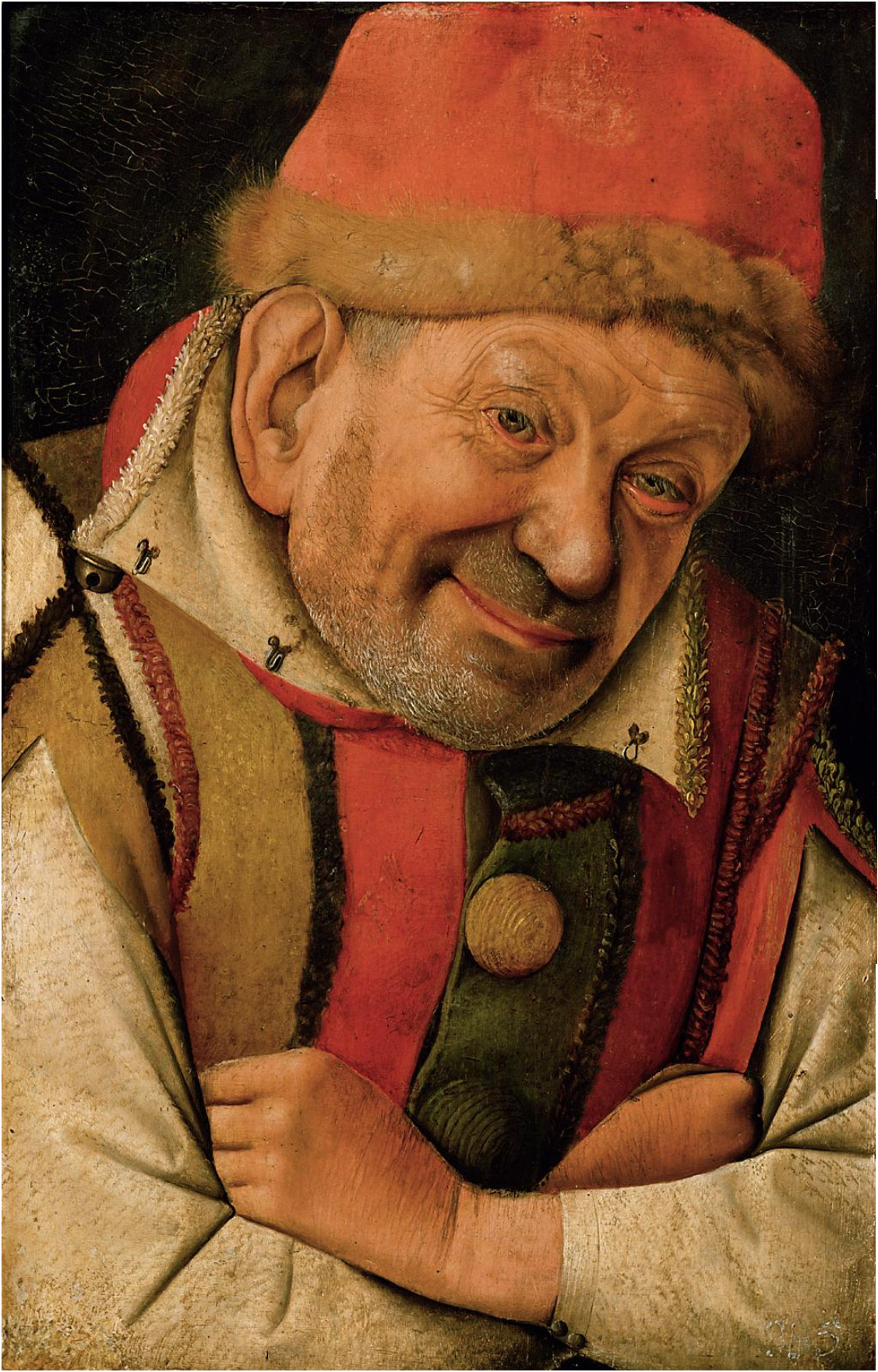
Der Hofnarr von Ferrara mit pelzverbrämter Mütze (etwa 1445)

In Mitteleuropa waren die Winterkopfbedeckungen oft mit Pelz gefüttert oder verbrämt. Hartmann von Aue schreibt in seinem Iwein um das Jahr 1200, dass Greise im Winter Hüte aus Fuchspelz tragen sollten. Aus der im Mittelalter nur leicht gebauschten und häufig mit Kreuzbügeln und einem Knopf in der Mitte versehenen Mütze entwickelte sich in der zweiten Hälfte des 13. Jahrhunderts eine hochstehende Krempe, die oft aus Pelz, bei vornehmen Männern aus Hermelin, bestand. Auch der sogenannte Pfauenhut, der vor allem von höheren Ständen zur Jagd getragen wurde, hatte häufig eine pelzverbrämte Krempe.
Aus der hochmittelalterlichen Tracht wurden die Mützen und Hüte mit Pelzrändern übernommen und weiterentwickelt. Der Landmann trug weiter einen schmalkrempigen Hut aus Fuchspelz oder Schaffell. Soweit in den alten Bildern erkennbar – ähnliche, angeraute Filzhüte waren zu der Zeit aktuell – finden sich in der Modetracht des 15. Jahrhunderts – in der zweiten Hälfte bereits weniger – schmal- oder breitkrempige Pelzhüte.
Auch im 16. Jahrhundert wurden die Pelzhüte beibehalten. Sie spiegelten, maßvoller als davor, die übrige Kleidung im modischen Wandel wider. Die Hüte wurden flacher, die Krempe lief entweder rundum oder wurde nach vorn oder nach hinten hochgeschlagen. Das Barett, die wesentliche Kopftracht des 16. Jahrhunderts, hatte oft ebenfalls eine meist in zwei Hälften zerfallende Pelzkrempe. Pelzmützen wurden von beiden Geschlechtern gleichermaßen getragen, lokale Abweichungen waren kaum festzustellen. Der französische Philosoph Michel de Montaigne schrieb über Lindau: In der ganzen Gegend tragen die Frauen Pelzhüte oder Mützen, die es auch bei uns gibt. Die äußere Seite aus einem angemessenen Pelz, etwa Grauwerk, die innere aus Lammfell. Eine solche Mütze kostete nicht mehr als drei kleine Silbermünzen. Die Öffnungen, die unsere Mützen vorn haben, tragen sie hinten, so dass man ihre krausen Haare sieht. Mitte des 16. Jahrhunderts zeigt sich auch in den Hutformen der Übergang zur übrigen spanischen Mode, beispielsweise als ein dem hohen spanischen Hut gleichender Pelzhut.
Im Jahr 1640, das war noch während des Dreißigjährigen Krieges, sah sich der Rat von Leipzig genötigt, gemäß der damaligen Standes- und Kleiderordnungen den Handwerker- und Handelsfrauen das Tragen kostbarer Zobel- und Hermelinmützen zu verbieten.

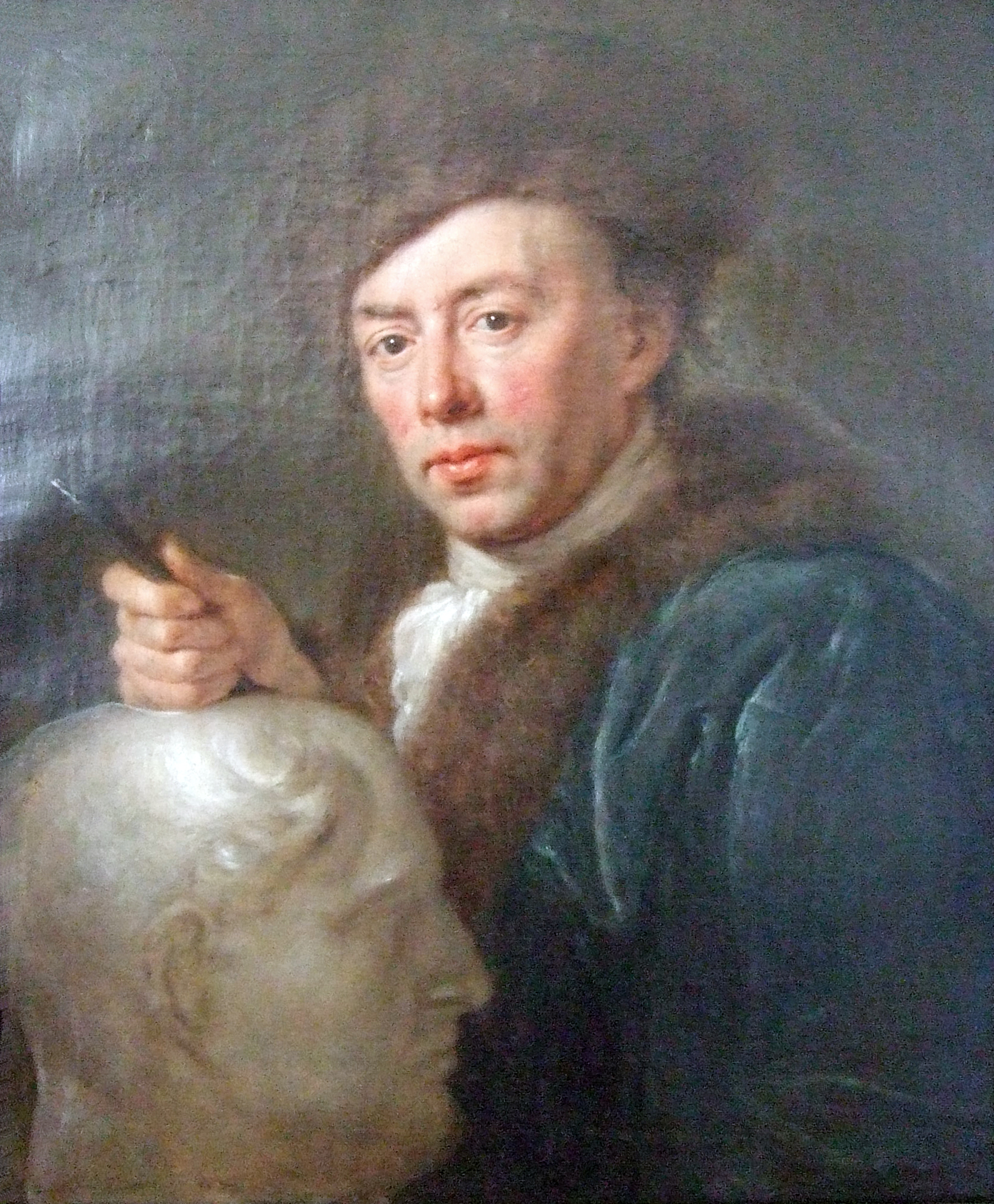
Pelzgefütterter Hausrock und Pelzmütze (Deutschland 1775)

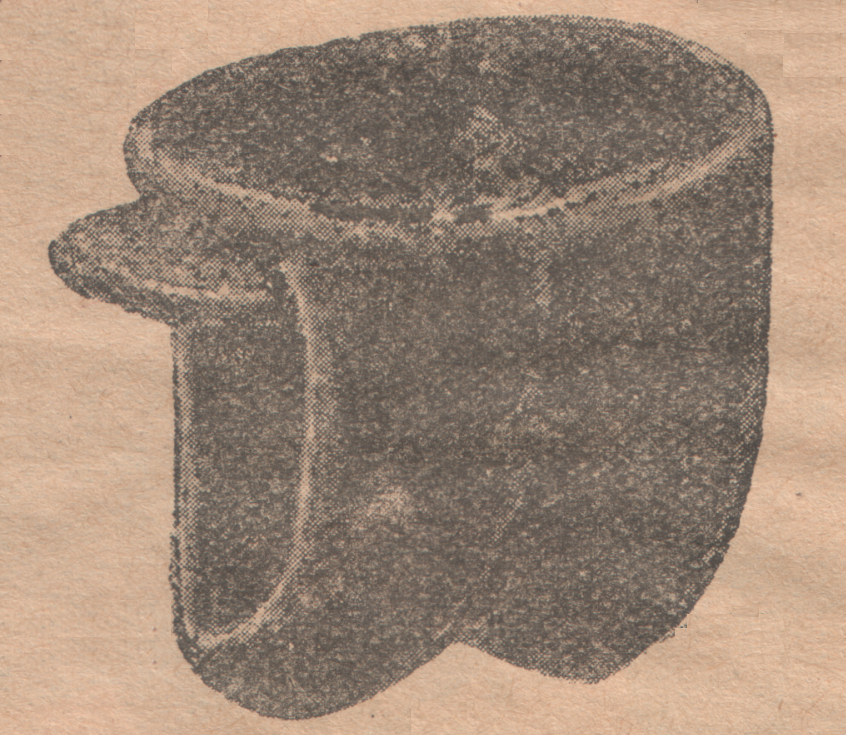
Herren-Pelzmütze (Breslau, 1917)

Zum etwa im 17. Jahrhundert aufgekommenen pelzgefütterten Hausrock, ein Kleidungsstück, das sich bis zum Aufkommen moderner Heizanlagen hielt, gehörte öfters auch eine entsprechend Pelz- oder pelzverbrämte Mütze.
Während der Pelz in den Trachtenmützen und -hauben, auch der konservativen städtischen Trachten, blieb, ist er in den modischen Kopfbedeckungen des 18. Jahrhunderts kaum verwendet worden. Stattdessen thronten auf den hochgetürmten Frisuren Stoffhauben oder breitkrempige Hüte, üppig mit Feder- oder Blumenschmuck garniert. Nur gelegentlich wurde als Kopfputz etwas feiner Pelz verwendet, wie etwa Hermelin. Erst um die Wende zu 1900 wurde eine dem Mantel gleiche Verbrämung der Kopfbedeckungen häufiger.
Ende des 18. Jahrhunderts wurde begonnen, weibliche Arbeitskräfte für die Herstellung der Stoffüberzüge von Mützen einzusetzen, das Zusammennähen der Felle scheint aber noch von den männlichen Kürschnern vorgenommen worden zu sein. Um diese Zeit begann sich auch die Anzahl der verwendeten Pelzarten auszuweiten, die Pelzveredlungsmöglickeiten, wie Färben und später Scheren, vergrößerten sich ebenfalls. Klassische und neue Fellverwendungen beschrieb Krünitz (* 1728; † 1796): Zobel: Das kostbare und theure Fell dieses kleinen Tieres wird hauptsächlich zur Ausstaffierung der Mützen gebraucht. Marder wird zu Mannsmüffen, zu Mützen und zum Kleiderbesatz verwendet, muß aber vorher erst kastanienbraun gefärbt oder schwarz gebeizt werden. Aus Iltis oder Illing macht man ebenfalls Mannsmüffe und Mützen. Hermelin: Mit diesem sehr schönem und kostbaren Pelzwerk füttert man, abgesehen von seiner sonstigen Bedeutung, auch Röcke der Frauenzimmer von Stande, wie man denn daraus Schärpen, Müffe, Mützen und deren Verbrämungen macht. Den Hermelinschweifen kam ein ganz besonderer Wert bei, deshalb wurden sie von den Kürschnern auch nachgeahmt, die schwarzen Schwanzspitzen machten sie aus lombardischen Lammsfellen. Die Nerzen... werden zu Ausschlägen der Frauenzimmer-Pelze und zu Mützen gebraucht. Zu Mützen-Brämen werden vorzüglich gebraucht: Fischotter, Murmeltier- und Seehunds-Fell, das letztere bloß zur Verbrämung schlechter Mützen. Die Häute vom Waschbär, „Schuppen“ genannt, nimmt der Kürschner zu Mützen-Brämen und Müffen. Als Letztes erwähnt er die bekannten inländischen Lamm- und Hammelfelle, die ein gutes Futter in Handschuhen und Mützen geben, und die verschiedenen ausländischen Schaffelle. Nach Krünitz ist damit die Liste der Felle der im 18. Jahrhundert genutzten Felle noch lange nicht abgeschlossen. Das erst im 18. Jahrhundert bekannt gewordene Chinchilla nennt er noch nicht, seit dem frühen 19. Jahrhundert erfreut sich das Chinchillafell ziemlicher Beliebtheit, vor allem für Muffe, Schals und Mützen. Insbesondere das Kaninchen erobert als preiswertes Kaninfell in vielerlei Sorten und Veredlungen die Pelz-, Hut- und Mützenmode.
Im 19. Jahrhundert war Pelz als Besatz von Kopfbedeckungen reichlich vorhanden, reine Pelzhüte fehlten nicht ganz, eine eigene Pelzhut- oder Mützenmode bildete sich jedoch nicht. Oft bestanden die Pelzränder aus dem gleichen Fell wie die Verbrämungen des übrigen Pelzwerks, oder passten zu den bis in das nächste Jahrhundert reichlich getragenen Garnituren, bestehend aus Muff, Schal oder Kragen und eben der Pelz- oder pelzbesetzten Mütze. So umrandet zum Beispiel im Winter häufig ein Pelzstreifen die Capoten und Schutenhüte des frühen 19. Jahrhunderts und der Krinolinenzeit, während der breitkrempige Hut der 1920er Jahre fast ausschließlich Band-, Blumen oder Federschmuck aufweist. Die immer noch beliebte sportliche Mütze, meist Barett genannt, wird in verschiedenen Versionen gern aus Pelz oder pelzverbrämt getragen. Zum Ende des 19. Jahrhunderts werden dann alle Hutformen auch in Pelz angeboten, egal ob sie sich dafür eignen oder nicht.
Im Jahr 1856 begann die Firma H. Wolff in Berlin mit der industriellen Anfertigung von Herren-Mützen, auch aus Pelz, die nach und nach auch von Kürschnergeschäften vertrieben wurden. Um 1910 kamen Pelzmützen und -kappen auch in der Damenbekleidung in Mode. Es entstanden weitere Spezialbetriebe der Pelzhutfabrikation, „man machte nicht nur die flotten Russenmützen, sondern es entstanden umfangreiche Kollektionen Holzböcke ermöglichten, jede Form aus Fell zu modeln - man war nicht mehr an das Rund gebunden - modische, reizende Gebilde hielten ihren Einzug, wurden mit Stutzen (aus Feh und Ziegen), mit Reihern und Bändern, Agraffen und Seide geziert“.
Gegen Ende des 19. Jahrhunderts litten insbesondere kleinere Kürschnerbetriebe, deren Hauptgeschäft häufig die Mützenanfertigung war, unter der aufgekommenen Hutmode, die „diese Art der Kopfbedeckung völlig verdrängt hatte“.
Es kam dann der „flotte“ Pelzhut, der überall verlangt wurde. Dies führte wiederum zu einem regelrechten Auftrieb der Pelzbranche, die bisher jahrzehntelang bei der gleichen Mode verblieben war: „Nicht nur der Kürschner hatte den schönsten und leicht verkäuflichen Artikel für sein Schaufenster, Warenhaus und Pelzgeschäfte führten den Pelzhut, dessen einziger Fehler seine Dauerhaftigkeit war“. Zeitweilig konnten die Produzenten nicht genug liefern, so begehrt war der Pelzhut. Die ersten Modelle waren aus dem schwarz gefärbten und geschorenem Selkanin, bald kamen andere kurzhaarige Fellarten dazu. Im Jahr 1932 kam der Pelzhut aus der Mode „und man sah ihn in Berlin nur noch selten“: „Weshalb die Damenwelt das kleidsame Pelzstück plötzlich ablehnte, nicht mehr kaufte, ist ein Geheimnis der launischen Frau Mode geblieben“.
Im Kriegsjahr 1941 kam der Pelzhut in die Mode zurück. Aus der Materialknappheit heraus hatten die Modistinnen begonnen, „aus dem Silberfuchsschweif ein kleines, turbanähnliches Gebilde zu formen, das sich leicht der Frisur anschmiegt“. Dann geschah das Gleiche mit den Rotfuchsschweifen und bereits im selben Jahr gab es wieder kleidsame Hüte, im Rund der Kopfform aus schweifen, mit Bändern gehalten. Bis lange nach dem Zweiten Weltkrieg hielt die Mode der Damenkopfbedeckungen aus Pelz an. Die Verwendung der Fellschwänze fand ihre Fortsetzung in den Nerzschweifkappen, passend zu den entsprechenden kleinen Nerzschweifkragen. Die Herren trugen vor allem die Form des Schiffchens oder eine Kappe in der Art der Uschanka, der russischen Ohrenklappenmütze.

### Volkstracht

Vielfache Pelzmützenformen (und einige Kopfbedeckungen ohne Pelz) in Russland (1570)

Pelzmützen der Jakutinnen (Völkerkundemuseum Leipzig)
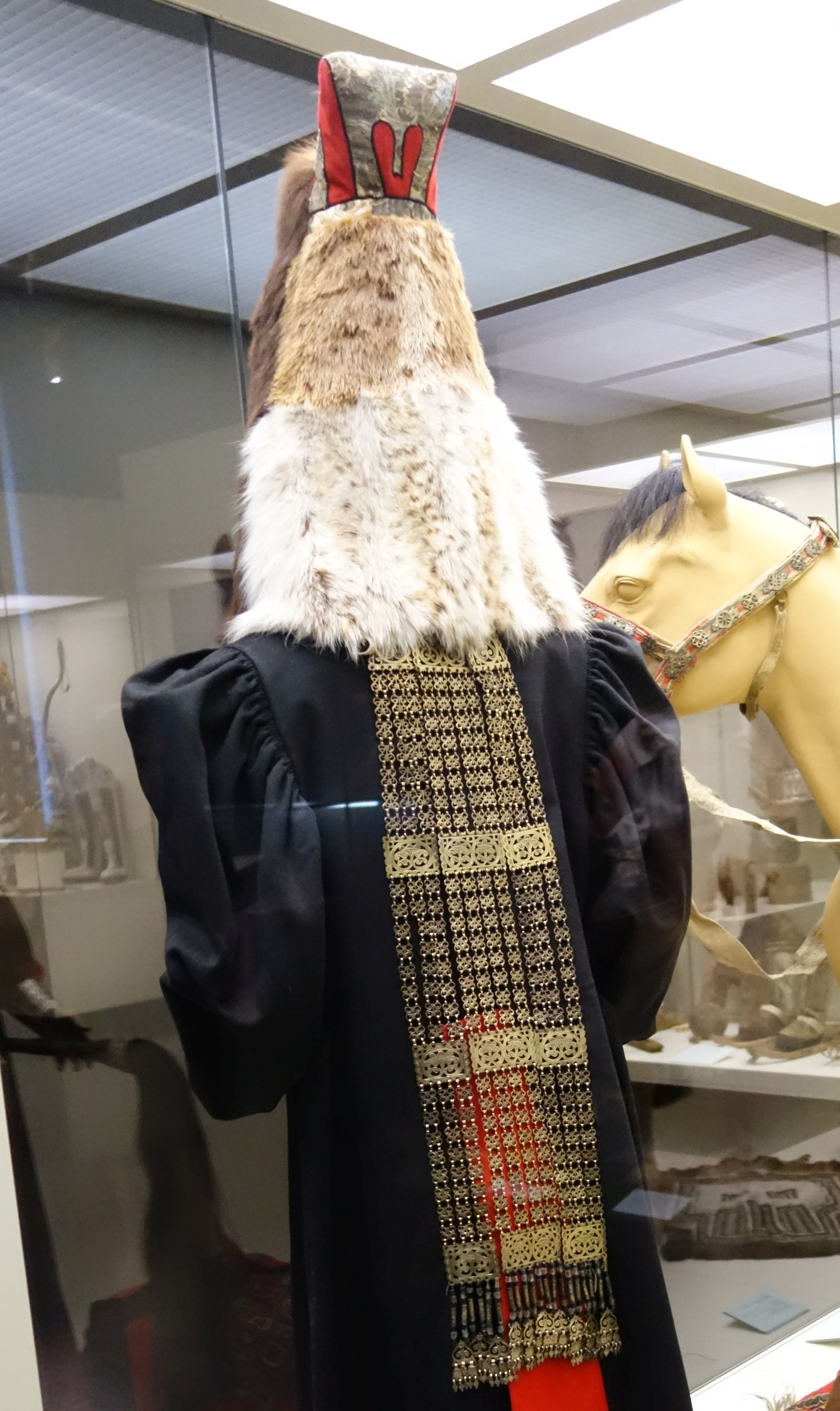
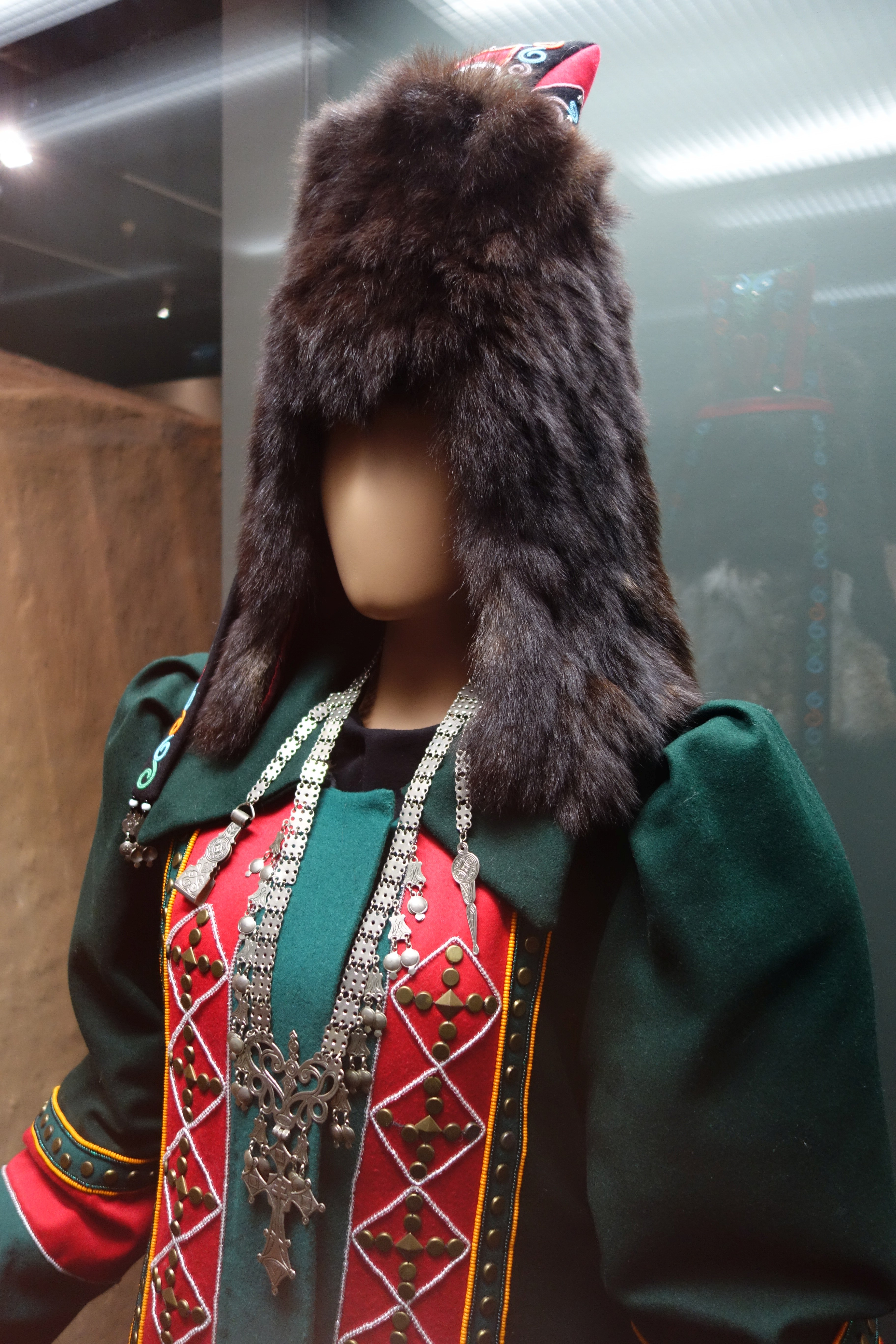

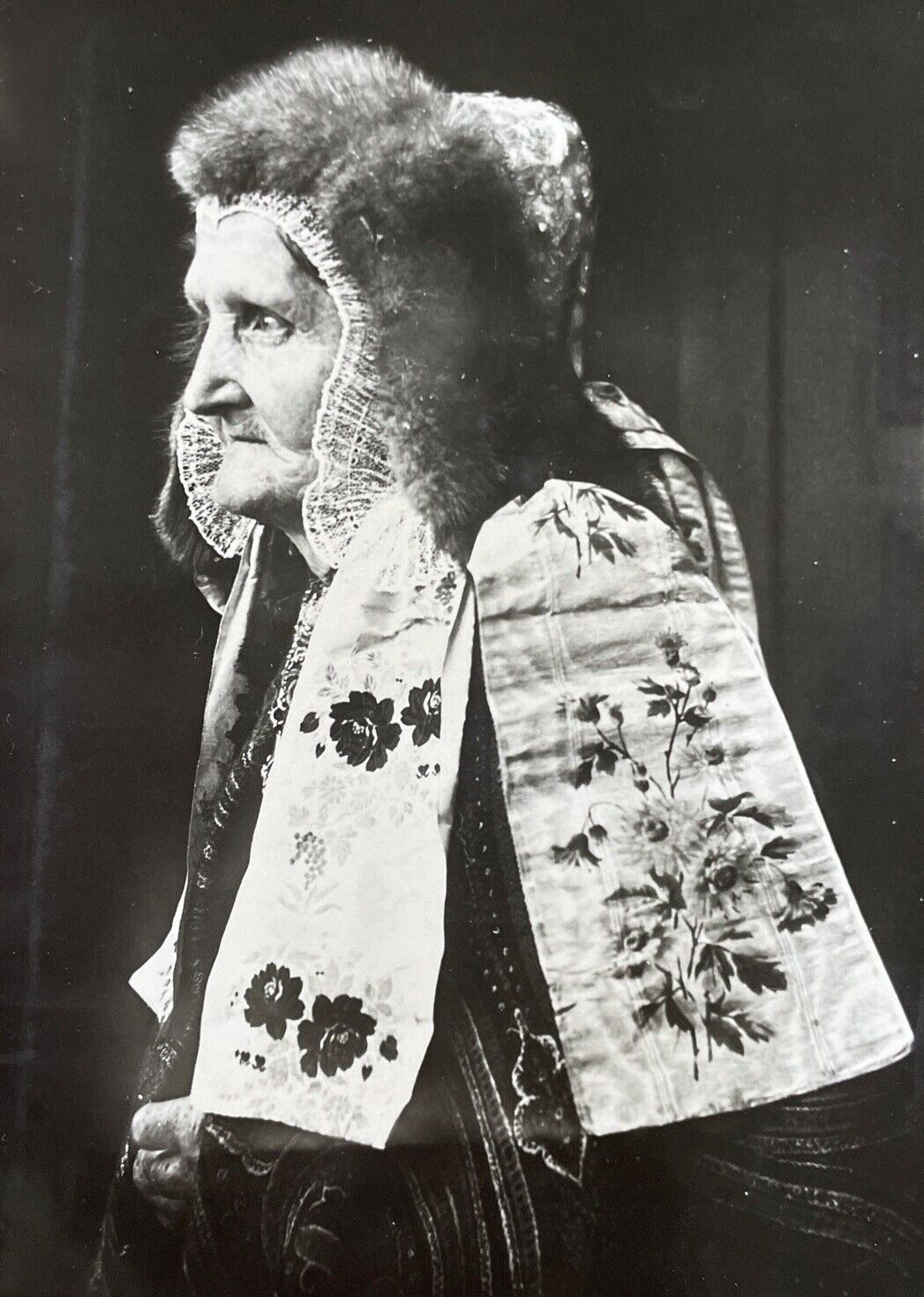
Frau mit pelzbesetzter Kopfbedeckung aus Schlesien (frühes 20. Jh.)

Weitgehend unabhängig von den jeweiligen Moden führten Volkstrachten ein Eigenleben, bis sie zumeist von der modernen Mode verdrängt wurden. Die Verwendung von Pelz wurde als wärmende Notwendigkeit eingesetzt, teilweise entstanden auch vom Modekostüm nur bedingt abhängige Pelztrachten, für die sich hauptsächlich in den städtischen Trachten der Vergangenheit Vorbilder und Parallelen finden.
Weitaus wichtiger als in der Hut- und Mützenmode war zu jener Zeit der Pelz bei den bäuerlichen Kopfbedeckungen. Mützen und Kappen aus Fell oder mit Fellverbrämung waren fast überall vertreten. Männertrachten waren auch damals schon weniger abwechslungsreich, sie beschränkten sich im Allgemeinen auf wenige, immer wiederkehrende Formen. Hauptsächlich getragen wurde eine runde, glatte Pelzmütze aus Lamm-, Biber-, Marder-, Otter-, Fuchs- oder Hasenfell, die sich höchstens in den Ausmaßen oder durch eine plumpere oder elegantere Verarbeitung unterschieden. In Osteuropa gab es zylindrische, bald nach oben, bald nach unten sich verschmälernde Formen, sowie die spitz zulaufende, oben oft leicht eingedrückte der tatarischen Stämme.
In Russland fanden sie auch Eingang in die städtische Kleidung und die dortige Mode überhaupt. Die nationalen und landschaftlichen Unterschiede zeigten sich vor allem in den Stoffteilen der verbrämten Mützen. Kopfteil und Krempe waren entweder aneinander genäht oder die Krempe war zweiteilig und lose gearbeitet, so dass sie sich als Stirn- oder Nackenschutz herunterklappen ließen. Jeder Stand und jede Gesellschaftsschicht besaß im alten Russland eigene Formen in den Kleidungsstücken.
Nachfolgend einige Beispiele für die Herren-Wintermützen in Russland: Der Moskauer Großkaufmann ging mit der hohen, nach oben schmaler werdenden Karakulmütze, als Kleidungsstück der reichen Großkaufleute war sie tonangebend. Der mehr sich dem normalen Bürgertum zugehörig fühlende, wohlhabende Händler, der Großhändler, trug die Karakulmütze in der typischen russischen Schirmmützenform. Mit entsprechend wertigem Abstand folgte die Mütze des Bauern, die ebenso wie sein Mantel aus Schafspelz bestand. Die Mütze war groß, warm und bequem und hatte für die ganz große Kälte herunterklappbare Ohrenschützer. Eine typische Arbeiterpelzmütze gab es wohl nicht, die meisten Arbeiter waren zu der Zeit Bauern, die sich in der Stadt etwas zuverdienten. Sehr vornehm wirkte die Mütze der Gutsbesitzer und der (meist ausländischen) Fabrikanten. Sie war besonders hoch und aus bestem Biberfell gearbeitet, ihr Deckel bestand aus wertvollem schwarzem Pelz. Die russischen Kutscher, Herrschaftskutscher und auch Taxilenker, mussten zu ihren langen blauen Mänteln eine vorgeschriebene, sehr kleidsame Mütze tragen. Sie bestand aus einem schwarzen Fellrand und einem über der Mütze thronenden Viereck aus blauem Tuch (in der Konstruktion ein ganz klein wenig ähnlich den, schon bei den Promotionsfeiern getragenen, amerikanischen Doktorhüten). An der Wertigkeit des für die Mütze verwendeten Pelzes konnte man meist den Wohlstand des Besitzers ablesen. Diese kostbaren Mützen trugen meist nur die Herrschaftskutscher, die auch mit entsprechend teuren Pelzen ausgestattet waren. Der einfache Taxilenker nutzte fast nur schwarzgefärbtes Katzenfell. Die Stadtbewohner, die nicht die Mützen der Bauern tragen wollten, bevorzugten Formen der allgemein üblichen einfachen Machart. Soldaten, soweit sie keine besondere Uniformmütze trugen, hatten Mützen aus grauem Schafspelz. Sie waren nicht so hoch wie die der Großkaufleute, aber von ähnlicher Machart. Die Offiziersmütze dagegen war rund und glatt, aus Karakulfell. Die Mütze der Kasaner Tataren hatte den üblichen Schnitt mohammedanischer Kopfbedeckungen. Sie hatte meist einen Fuchspelzrand, war aber auch aus anderen wertvollen Fellarten gearbeitet. Der obere, warm gefütterte Teil der Mütze bestand, je nach Rang und Vermögen ihres Besitzers, aus einfacher Silberstickerei oder echten Goldfäden. Die Mütze der Kaukasier ist hoch, weit und aus Karakul, sie wurde auch im Sommer getragen. Überhaupt war das Tragen von dichten Pelzmützen im Sommer im Süden Russlands sehr häufig. In Astrachan konnte man die Männer, besonders die Hafenarbeiter, bei 55 Grad Hitze in leichten weißen Anzügen und schweren Pelzmützen sehen. Hier schützte der Pelz zugleich vor der Hitze und den Sonnenstrahlen.
In den meisten deutschen Volkstrachten, bis hin nach Siebenbürgen, findet sich eine Pelzmütze mit farbigem Mützenspiegel aus rotem, grünem oder blauen Tuch, häufig zusätzlich mit Quasten, Borten oder Stickerei verziert. Variationen gab es auch in Holland, Dänemark, Norwegen und Schweden. Auffallend ist die blaue, vierzipflige Pelzmütze der Lappen, daneben gab es dort auch eine pelzgefütterte Zipfelmütze. Vierkantig war auch die pelzverbrämte Polenmütze, bis in das 19. Jahrhundert zeigen Trachtendarstellungen die typische vierzipflige Frauenmütze mit Pelzrand. Russische Frauen trugen landschaftlich unterschiedliche, pelzverbrämte Mützen.

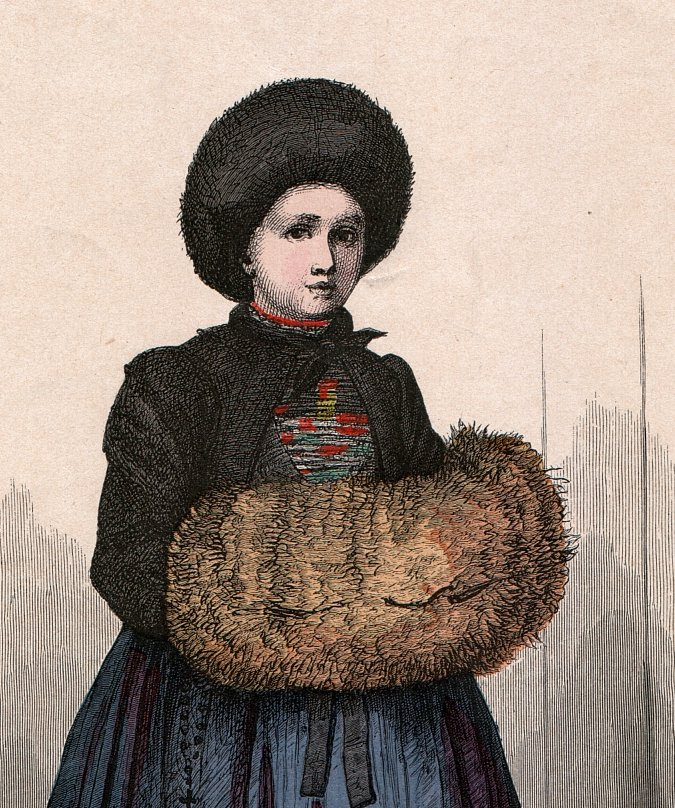
Frau aus Montafon mit Pelzkappo und -muff (etwa 1880)

Zur Altenburger Tracht gehörte im 17. Jahrhundert eine auffällige, große, runde Mütze aus schwarzem oder braunem Bärenfell, die von einem die Stirn umspannenden Lederband gehalten wurde. Im 18. Jahrhundert wurde sie bei den wohlhabenden Bauerstöchtern durch den sogenannten Saumagen ersetzt, einer annähernd zylindrischen, oben in der Mitte leicht vertieften und hier mit einem kleinen schwarzen Lederdeckelchen versehenen Zobelmütze, hinten hingen vom Deckel zwei Seidenbänder herab. Beim etwas kleineren Barthelchen hingen die Bänder seitlich und wurden unter dem Kinn gebunden.
Ähnliche zylindrische Pelzmützen gab es auch in Bayern und Tirol (oberes Lechtal, hier mit besticktem Tuchboden). Verbreiteter war, ausgehend von den süddeutschen Reichsstädten, die große kugelige Pelzkappe des 17. und 18. Jahrhunderts, sie gab es als Fest- und Kirchgangstracht im Voralpen- und Alpengebiet. Wohl am längsten, bis in das 20. Jahrhundert, hielt sie sich in den drei Vorarlberger Trachtengebieten, im Montafon („Pelzkappo“), Bregenzer Wald („Bräma- oder Otterkappo“) und Kleinen Walsertal („Briemkappe“). Sie war aus Otterfell, Seehundfell- oder Biberfell gearbeitet.
Die mit Pelz ausgefütterte oder verbrämte Backenhaube hatte ihre Vorbilder ebenfalls in der städtischen Mode. Sie umrahmte Stirn und Wangen und wurde mit Bändern unter dem Kinn gebunden. Sie blieb unter anderem in der Brautfrauenhaube des oberschlesischen Dorfes Schönwald (heute Bojków, Stadtteil von Gleiwitz) bis in das 20. Jahrhundert lebendig. Die verheirateten Frauen des Brautgefolges setzten dort über ihre weiße Mütze eine mit hellem Pelz eingefasste Haube aus roter, grüner oder brauner Seide mit Seidenbändern.
Bis auf wenige Ausnahmen darf angenommen werden, dass die ländliche Bevölkerung sich an die Statuten des Mittelalters und die späteren Kleiderordnungen hielt, die das Tragen wertvoller Pelze dem Adel und anderen hochgestellten Personen vorbehielten. Sie benutzte ganz bevorzugt die Felle einheimischer Haus- und Herdentiere, besonders das Schaffell, und die heimischen Tiere aus freier Wildbahn, wie Kaninchen, Hase, Fuchs, Eichhörnchen, verschiedentlich auch Otter, Biber oder Seehund, gelegentlich auch Felle der kleinen Marderarten.
Eine weitere ungarische Mütze, neben der vierzipfligen und anderen, war der steife hohe Kalpak, weich war dagegen die mehr mützenartige Kucsma, gewöhnlich mit einer Pelzkrempe versehen. An der Art, wie der ungarische Mann ländlicher Gegenden die spitze, hohe Lammfellmütze eindrückte, ließ sich seine Herkunft erkennen. In Rumänien wurde um die Wende zum 19. Jahrhundert bereits bevorzugt westliche Kleidung getragen. Eigentümlich für Rumänien war eine Mütze aus schwarz gefärbten Buenos-Ayres-Lammfell-Schmaschen, die auch nach Ungarn geliefert wurde. Sie wurde ausschließlich in Leipzig hergestellt.

### Bestandteil militärischer Uniformen

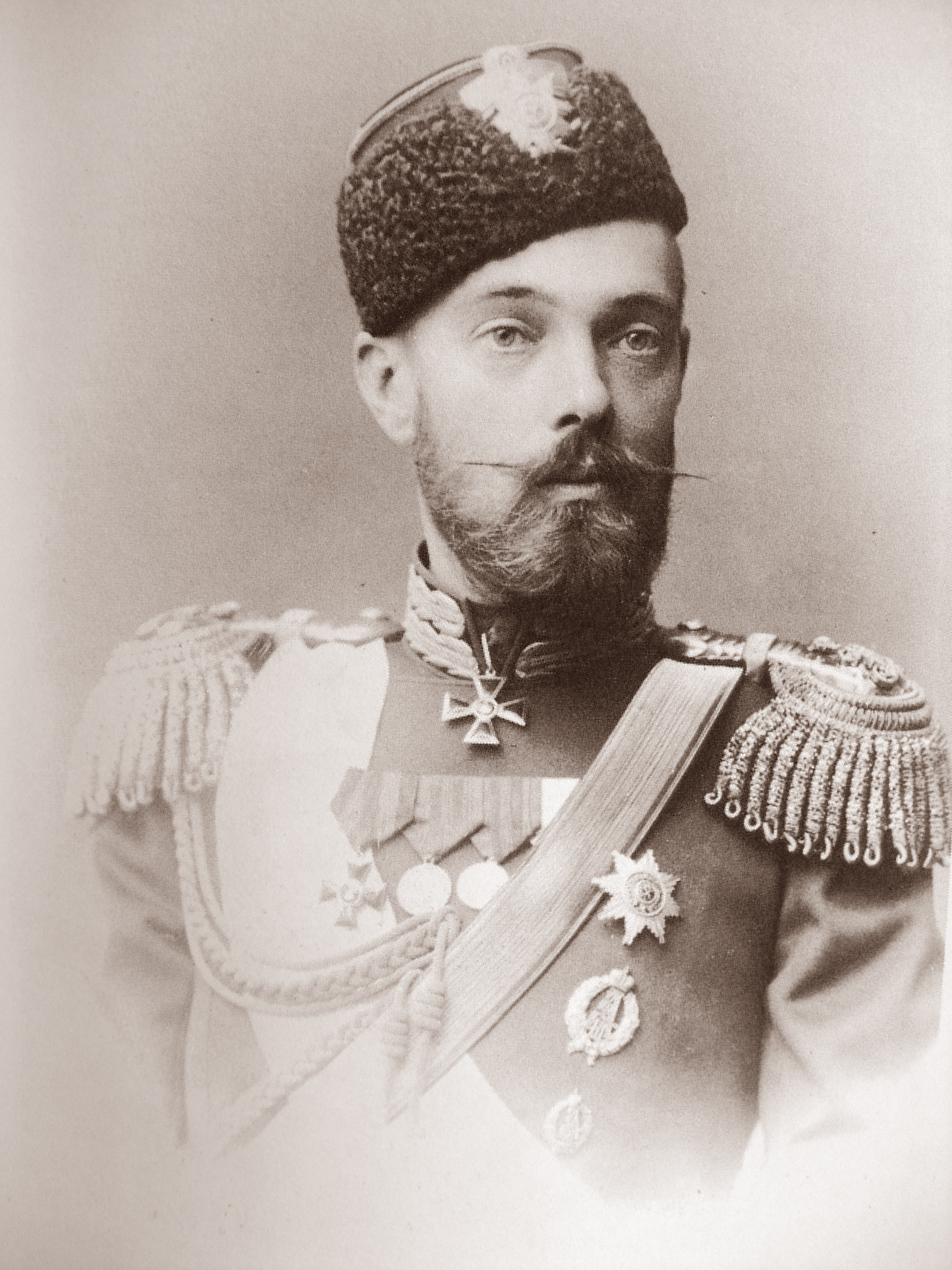
Flache russische Persianermütze (um 1900)

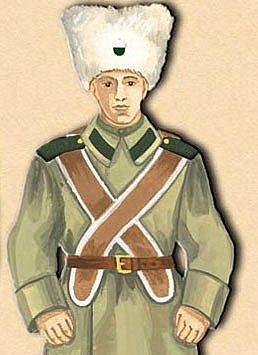
Angehöriger der sibirischen Armee mit hoher weißer Lammfellmütze

Bereits in frühesten menschlichen Darstellungen, in denen kriegerische und zivile Kleidung kaum zu unterscheiden war, finden sich Männer mit Kopfschmuck aus Pelz. Auf jungsteinzeitlichen Felszeichnungen in Ostspanien tragen die Jäger phantastische Kopfbedeckungen in Gestalt tierischer Kopfstücke.
Aus der Bronzezeit stammt die sogenannte Kriegervase aus Mykene. Während die ausziehenden Krieger behelmt sind, tragen die auf der Rückseite dargestellten angreifenden Krieger halbkugelförmige Kopfbedeckungen, die als Igelfelle gedeutet werden.
In der Ilias fehlt als Vervollständigung der Kleidung bei kaum einem Anführer der Fellüberwurf oder zumindest eine Fellmütze. Diomedes bedeckt seinen Kopf mit einer Sturmhaube aus Ochsenfell, Dolon mit einer Marderhaube und die Fellkappe von Odysseus ist mit Eberzähnen besetzt.
Mit Aufkommen von aus Leder und Eisen bestehenden Rüstungen verschwindet der Pelz vorerst aus der Kriegstracht, und damit auch die Pelz-Kopfbedeckung. Erst als mit den europäischen Husarenregimentern im späten 17. und im 18. Jahrhundert auch der ungarische Überrock in die Uniformmode Einzug hielt, kam damit auch Pelz als Fellinnenfutter und Verbrämung wieder in die militärische Kleidung. Auch die repräsentative Kopfbedeckung bestand jetzt meist aus Fell. Es waren entweder Bärenfellmützen mit herabhängendem Flügel oder der steife hohe Kalpak mit Federstutz. Die Änderungen und ständigen Wechsel waren gerade hierbei sehr groß. Zuletzt, Ende des 19. Jahrhunderts, setzte sich die Husarenmütze durch, aus Seehunds- oder Otterfell mit überhängendem Tuchbeutel. Zeitweilig passten sich auch andere Regimenter der Husarenmontur an, etwa in Frankreich im späten 18, und der ersten Hälfte des 19. Jahrhunderts die der reitenden Jäger, die pelzverbrämte Mützen trugen. Die dortigen Dragoner hatten pelzverbrämte Zipfelmützen (auch die spanischen), nach Einführung des Helmes schmückte den gelben Helm des Gardedragonerregiments eine kleine Verbrämung aus Leopardenfell.
In friderizianischer Zeit (1740–1786) trugen auch die preußischen Ulanen eine Pelzmütze, die der Husarenmütze angeglichen war. In den napoleonischen Kriegen (1792–1815) setzte sich dann die Tschapka durch. Die Sappeure trugen ihre pelzverbrämten Mützen als besondere Auszeichnungen meist auch noch, als diese bei den Grenadieren in der Regel durch den Tschako ersetzt worden war. Überhaupt beschränkte sich der Pelz, bis auf einige Ausnahmen, bei den Uniformen der west- und mitteleuropäischen Armeen auf die Kopfbedeckungen. Eine besondere Bedeutung hatten dabei die hohen Bärenfellmützen. Sie waren in der zweiten Hälfte des 18. Jahrhunderts bis weit in das 19. Jahrhundert ein auffälliges Merkmal der meisten europäischen Heere, ausgenommen Preußens und Russlands. Anfangs ist noch die Ähnlichkeit mit der hohen, spitzen Grenadiermütze aus Tuch zu erkennen, im 19. Jahrhundert werden sie so üppig, wie es heute noch bei der englischen königlichen Garde zu sehen ist. Dort gehört die hohe Bärenfellmütze zur Friedensuniform der Garderegimenter. Eine weniger hohe schwarze Pelzmütze war in der zweiten Hälfte des 19. Jahrhunderts bei den schottischen Hochlandregimentern in Gebrauch. Der Muscovy Hat, deutsch „Moskowischer Hut“, ist die traditionelle, heute noch bei festlichen Anlässen getragene Zobelmütze des Londoner Sword Bearers, des Schwerträgers der City of London.
In eine weitere Gruppe wären die Lammfellmützen der russischen Armee einzuordnen, die auch von anderen Armeen, die ihre Truppen nach russischem Vorbild ausrüsteten, gleich oder sehr ähnlich übernommen wurden. Allgemein üblich wurde die flache Lammfellmütze im russischen Heer erst in der zweiten Hälfte des 19. Jahrhunderts, zum Beispiel bei der Linieninfanterie, den Dragonern und der Artillerie. Im ausgehenden Zarenreich trug sie jahrzehntelang die gesamte Generalität, bis auf die Generäle und die Flügeladjutanten des Zaren, die eine weiße Pelzmütze verwendeten.
In vieler Hinsicht wurde gegen Ende des 19. Jahrhunderts die serbische und bulgarische Armee nach russischem Vorbild eingekleidet. Zur Paradeuniform gehörten schwarze beziehungsweise weiße Lammfellmützen, in Serbien für die Generäle, in Bulgarien für die fürstliche Leibgarde. Etwa zu der Zeit führte auch die türkische Armee für die Kavallerie und die Artillerie eine hohe, zuerst schwarze Lammmütze mit Tuchspiegel ein, während des Ersten Weltkriegs und danach dann in grau. In ihrem Umfang entsprach sie etwa dem türkischen Fes. Die Konfederatka der Regimenter Kongresspolens war eine vierzipflige Tuchmütze mit Pelzverbrämung.
Im Heer der jungen Sowjetunion blieb die Lammmütze auf das Kosakenheer beschränkt, wo sie zu der sich aus dem nationalen Kostüm entwickelten Uniform gehörte. Bereits im 18. Jahrhundert trugen die Kosaken hohe, zylindrische Mützen aus grauem Lammfell mit einem farbigen Tuchbeutel oder hohe Tuchmützen mit Fellkrempe. Es änderten sich immer wieder Form und Farbe, jedoch wurden sie nie von der reinen Tuchmütze verdrängt.

## Kopfbedeckungen, benannt nach der Form

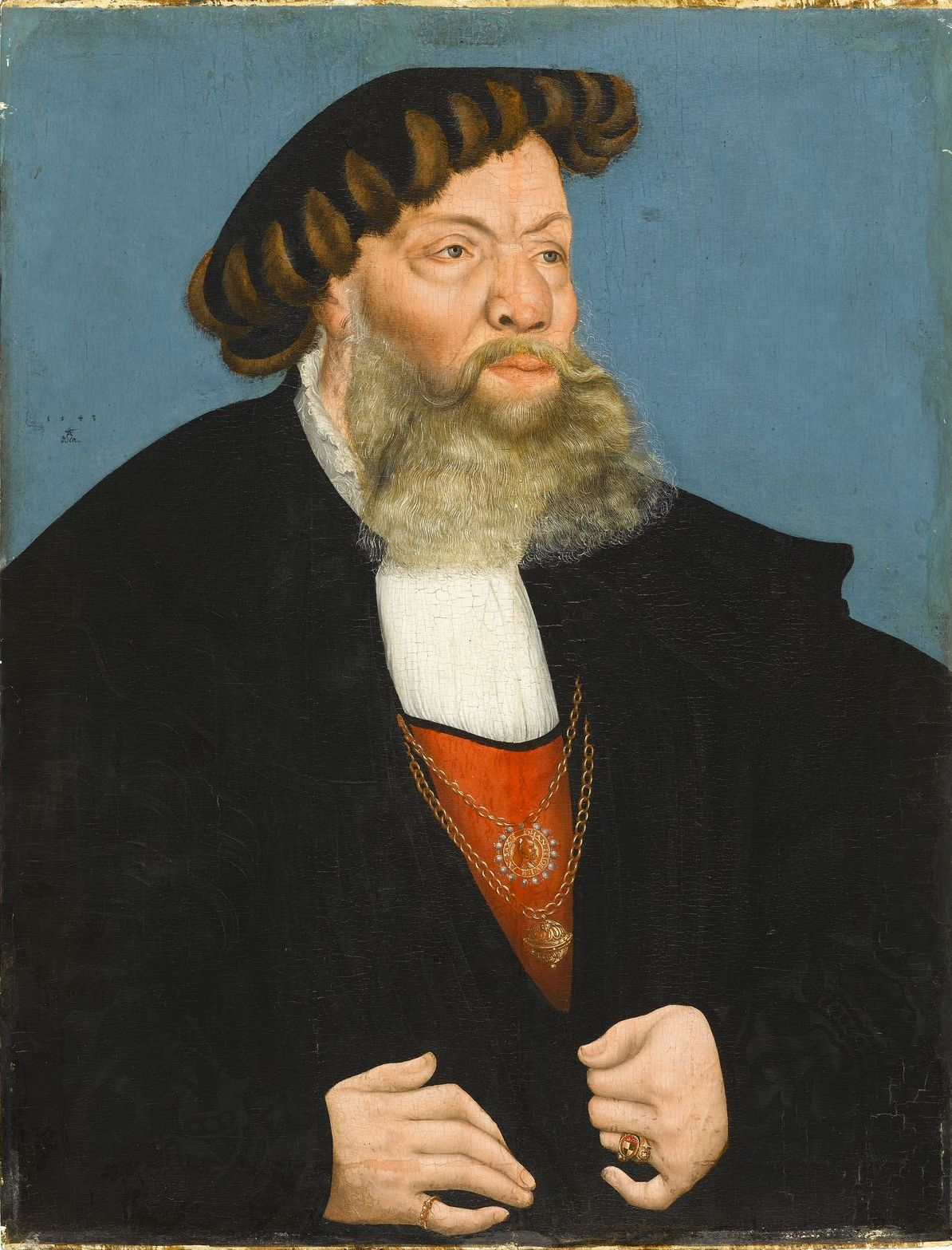
Der kursächsiche Rat Jobst von Hayn mit einem Stoffbarett, der Rand besetzt mit Marder- oder Nerzschweifen (1543)

Für die regionalen, religiösen oder militärischen Mützenformen gibt es zum Teil eigene Bezeichnungen. Neben den hier aufgeführten bestehen noch andere, eventuell weniger häufige Begriffe. Unter anderem war das Pelzbarett einmal so häufig, dass es zum Beispiel in Augsburg ausschließlich auf Pelzbarette spezialisierte Barettleinmacher gab.
Dorothee Backhaus spricht 1958 in ihrem „Brevier der Pelze“ die damalige Vielfalt der Pelz-Kopfbedeckungen an:

„Und die Hüte, diese unendlichen Variationen von Pelzhüten, die dem Gesicht so liebenswürdig schmeicheln! Es sollen nicht unbedingt die soliden, fabrikmäßig produzierten schwarzen Persianertöpfe sein. Auch nicht gerade Aufbauten, die den Bärenmützen der Horse Guards gleichen. Aber all diese reizenden Häubchen und Baretts, diese Südwesterhüte und Rembrandtkappen aus Ozelot, diese Nerzköpfe oder in die Stirn gezogenen Cannotiers aus Persianer, diese Nutria-Kosakenmützen oder Kapuzen aus Lammfell, sind sie nicht wirklich reizend? Der Münchner Modezar Schulze-Varell brachte einmal eine hinreißend schicke Baskenmütze aus Wildnerz. Und Jean Dessès hatte gewiss nicht unrecht, als er seine Vitrinen mit Biberhauben dekorierte.“

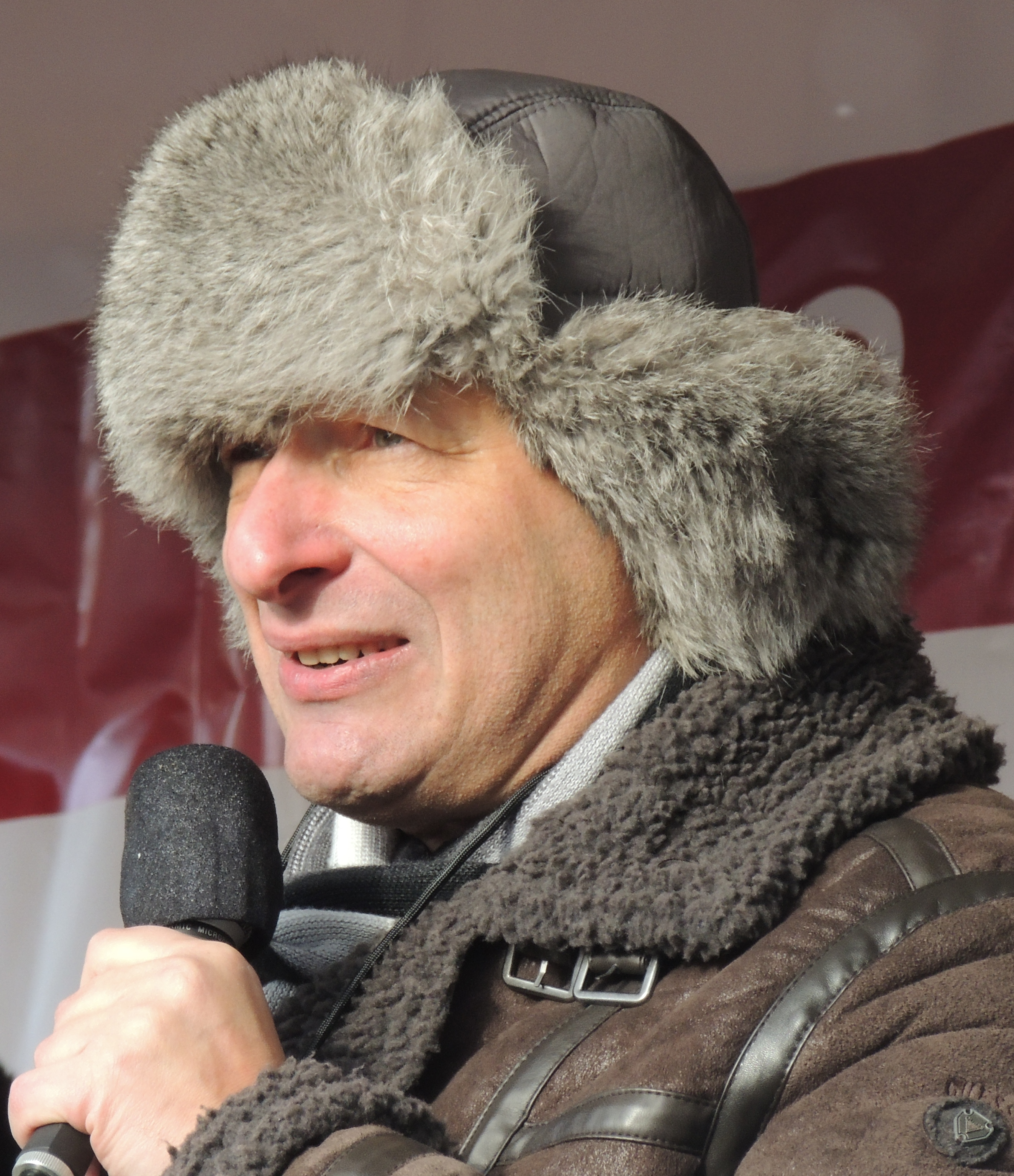
Uschanka

### Uschanka oder Tschapka
Die Uschanka (russisch ушанка) ist eine auch für extrem kalte Wetterverhältnisse geeignete Kopfbedeckung. In unterschiedlichen Ausführungen wurde sie den verschiedenen Bedürfnissen angepasst. Die Bezeichnung Uschanka (von russ. "uschi" у́ши, Ohren) weist auf die Möglichkeit hin, die am Mützenrand eingenähten, nach oben aufgeschlagenen Klappen bei großer Kälte zum Schutz von Ohren und Nacken und eventuell auch der Stirn herunter zu klappen. Das Vorbild für die Uschanka wurde in den 1930er Jahren beim finnischen Militär eingeführt, hat sich aber nach 1941 durch ihre Adaption und den Gebrauch als Standard-Kopfbedeckung der sowjetischen Streitkräfte für den Winter über die ehemaligen Staaten des Ostblocks hinaus international verbreitet. Bis heute erfreut sie sich bei Privatpersonen, verschiedenen Berufsgruppen und Organisationen großer Beliebtheit. In der Außenwirkung ist die Uschanka zum Inbegriff der russischen Kopfbedeckung geworden.
Die im englischsprachigen Ausland, aber auch in Deutschland verbreitete Bezeichnung „Schapka“ (russisch шaпкa) bedeutet einfach nur Mütze, das Wort gibt somit den Sinn nicht vollständig wieder. Für die militärische Kopfbedeckung gleichen Namens siehe → Tschapka.
In Österreich, insbesondere beim Militär, wird die ähnliche Pelzmütze vulgärsprachlich auch Bärenfut genannt.

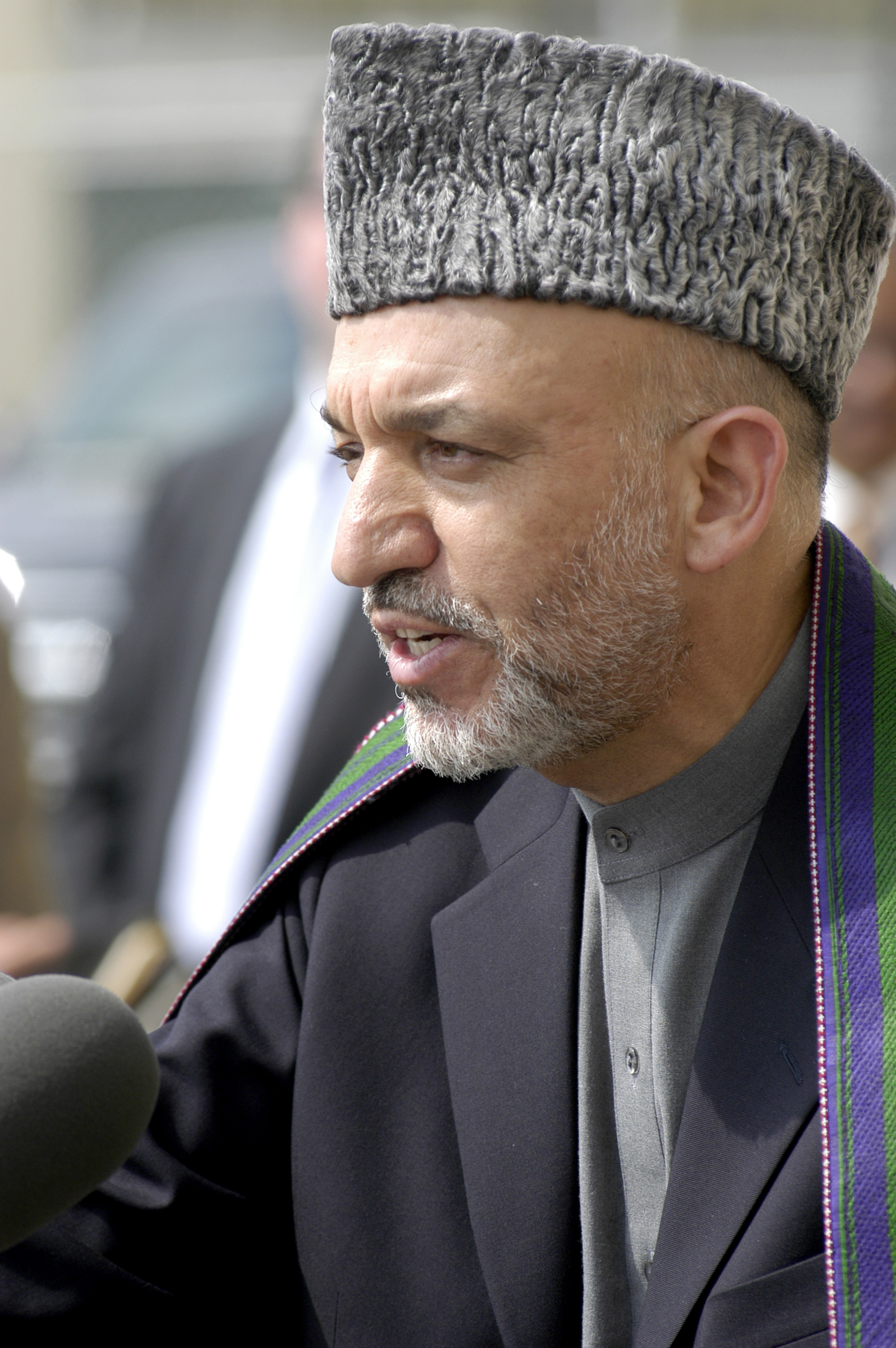
Hamid Karzai mit Schiffchen aus Naturpersianer (2004)

### Pelzschiffchen
Das Uniform-Schiffchen ist eine aus der schottischen Militärtradition stammende Kopfbedeckung, die sich über ihren internationalen militärischen Gebrauch hinaus bei verschiedenen Berufsgruppen und Organisationen verbreitet hat und teilweise bis heute großer Beliebtheit erfreut. In Schottland ist dieser Mützentyp unter der Bezeichnung Glengarry bonnet bzw. Glengarry bekannt. Der in Deutschland geprägte Name Schiffchen leitet sich von seiner bootsförmigen Form ab.
Oft aus Persianer oder Seehundfell gearbeitet fand die Form nach dem Zweiten Weltkrieg auch Eingang in die winterliche Mützenmode der Herren. Meist war das mitteleuropäische Schiffchen über einen Holzblock gezogen hergestellt und damit nicht immer ganz so flach zu legen wie das militärische Vorbild. Außenliegende Fell-Ohrenklappen waren eventuell durch die Holzform nur vorgetäuscht, stattdessen gab es Ohrenklappen aus Strick oder Wollstoff, die nach innen eingeklappt wurden.
Der türkische Staatschef Kemal Atatürk trug häufig eine Persianermütze, auch gelegentlich bereits in Schiffchenform. In den Ursprungsländern des Karakulschafs ist das Persianerschiffchen besonders verbreitet. Leonid Breschnew zeigte sich ebenfalls bei offiziellen Anlässen mit einem Schiffchen aus kräftigem Persianerfell. Besonders typisch ist das Schiffchen aus Karakullamm für Hamid Karzai, den Präsidenten von Afghanistan, der es offensichtlich auch bei allen Auslandsbesuchen mit sich führt.

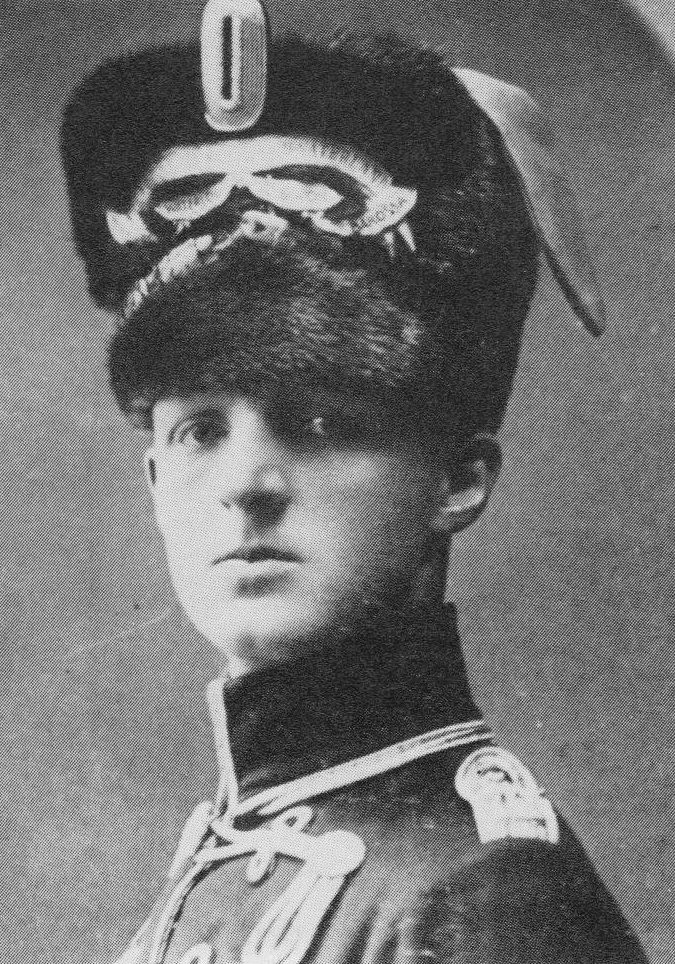
Husarenmütze, Iwan (III.) von Stietencron (1890–1914)

### Kalpak, Kolpak, Kolpik, auch Husarenmütze, englisch auch Busby
Der Kalpak, auch Calpac, Kolpak oder Kolpag, (nach prototürkisch *kalbuk „hohe Kopfbedeckung“, türkisch kalpak „(Pelz-)Mütze“; weiterhin kasachisch und kirgisisch kalpak oder qalpaq, jakutisch xalpaq) ist eine hohe, zuweilen spitze, kegelstumpfförmige oder zylindrische Mütze hauptsächlich aus Fell und/oder Filz für Männer, die von Zentralasien über den Kaukasus und die Türkei, bis zum Balkan getragen wird. Aus dem Kalpak entwickelte sich der Kolpak, eine militärische Kopfbedeckung der leichten Kavallerie, besonders der Husaren, oder der leichten Artillerie.
Während die russisch-kaukasische „Kosaken-“ oder „Tatarenmütze“, die Papacha, größtenteils aus Lammfell gefertigt wird, kann der Kalpak aus verschiedensten Fellsorten und/oder Filz bestehen und weist zusätzlich oft Teile aus Leder und Tuch auf. Dennoch gibt es begriffliche Überschneidungen. So wurden die hohen Kopfbedeckungen aus Persianerfell, der kostbarsten Lammfellsorte, die im Osmanischen Reich und der nachfolgenden Türkei beliebt waren, durchgängig als Kalpak bezeichnet; ebenso die Karakulschaffellmützen, die in Griechenland und auf dem Balkan im 19. Jahrhundert von Adeligen und orthodoxen Geistlichen getragen wurden.
Ebenso vielgestaltig sind die Formen der Kalpaks. Im Winter werden dickere, wärmendere Exemplare getragen, im Sommer leichtere, deren Krempe oder Ohrenklappen als Sonnenschutz nach oben geklappt werden können. Die Stulpe ist vorne zuweilen geschlitzt, so dass sie zwei vorstehende Spitzen bildet. Generell herrschen in Zentralasien eher spitze, kegelige Kalpaks vor, in der Türkei hohe kegelstumpfförmige oder zylindrische. Beiden Formen ist gemein, dass man sie flach zusammenlegen kann, wenn sie nicht getragen werden.

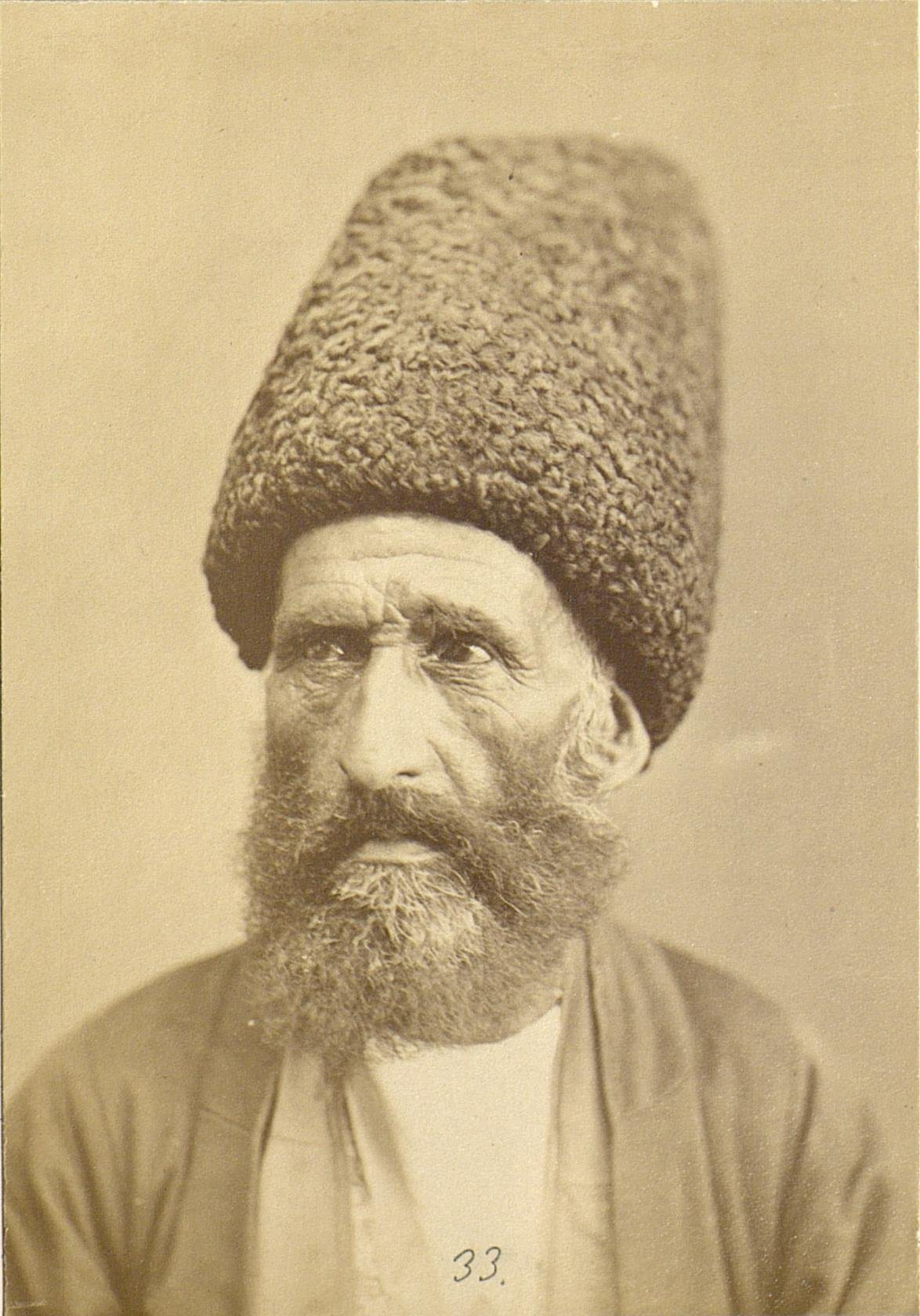
Mann aus Aserbaidschan mit Papacha (2. Hälfte 19. Jh.)

### Papacha, Kosakenmütze
Die Papacha, Mehrzahl Papachi (russisch und ukrainisch папа́ха=papácha; georgisch ფაფახი pʰɑpʰɑxi=papachi – hier Singular, der georgische Plural heißt papachni; aserbaidschanisch papaq; turkmenisch papaha; tschetschenisch холхазан куй=cholchasan kui) ist eine traditionelle und bis heute weitverbreitete kaukasische Kopfbedeckung für Männer und Jungen, die darüber hinaus auch in einigen Teilen Mittelasiens, Vorderasiens und bei den russisch-ukrainischen Kosaken traditionell ist. Sie ist auch ein bekannter Teil der Männertracht der Turkmenen, Karakalpaken, Krimtataren und Nogaier in westlichen Teilen der eurasischen Steppen. In der Regel ist sie aus Lamm- beziehungsweise Schaffell gefertigt.
Der Ursprung des Namens dürfte in Turksprachen, wie Aserbaidschanisch und Turkmenisch liegen, wo papaha und papaq einfach nur „Hut“ bedeuten.
In der kaiserlich-russischen und sowjetischen Armee wurde die Papacha als repräsentative Winter-Kopfbedeckung für Marschälle und Generäle Uniformbestandteil der Streitkräfte. Die Russischen Streitkräfte haben sie beibehalten.
In Russland wird sie gelegentlich auch als Kubanka (nach dem Fluss Kuban) bezeichnet; im Deutschen manchmal ungenau als Kosakenmütze oder Kaukasische Mütze.

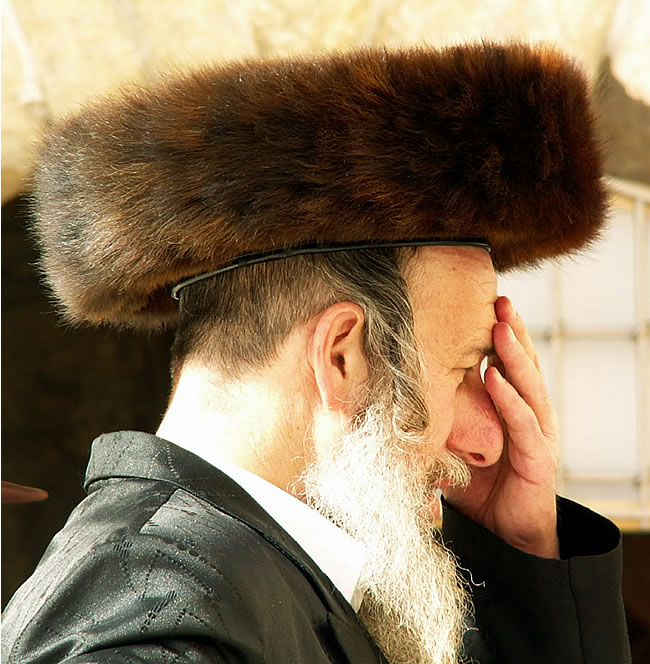
Orthodoxer Jude mit Schtreimel aus Zobelschweifen, an der Westmauer, Jerusalem (2008?)

### Schtreimel

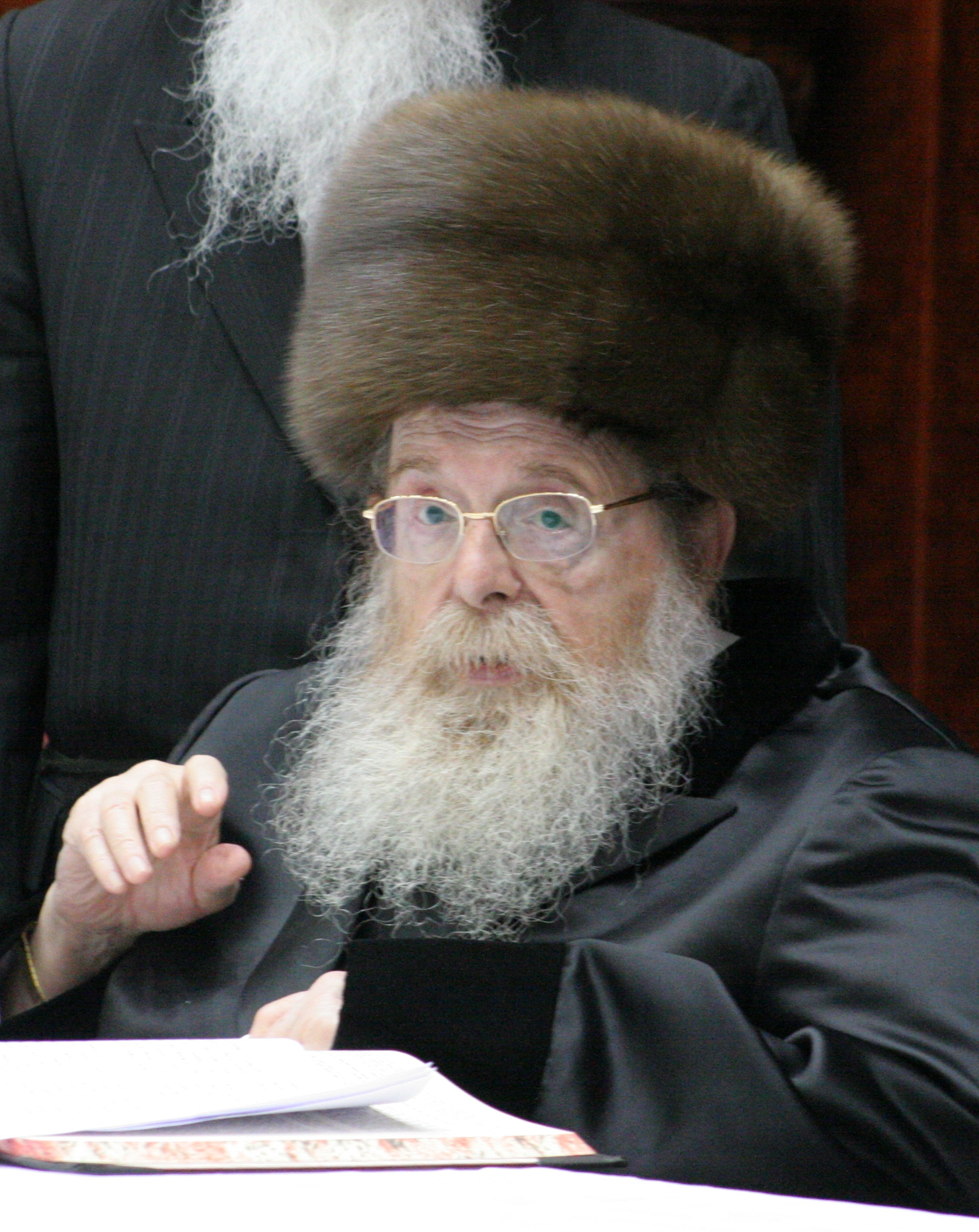
Rabbi Avraham Yaakov Friedman mit Zobel-Spodik (2009)

Der Schtreimel (jiddisch: שטרײַמל, pl. שטרײַמלעך schtreimlech) ist eine jüdische Kopfbedeckung. Der Schtreimel wird heute vor allem, aber nicht ausschließlich, von verheirateten chassidischen Juden während religiöser Feste und Feiern getragen. Der Schtreimel besteht aus einem Stück Samt mit einem breiten Pelzrand, meist aus Schweifen von russischen Zobeln oder von sogenannten kanadischen Zobeln, jedoch auch aus Baummarderschweifen oder Schweifen amerikanischer Grisfuchsfelle.
Durch die Shoah ist die Schtreimeltradition in Europa fast ausgestorben. Nur in chassidischen Gemeinden wie z. B. London, Antwerpen, Wien oder Zürich gibt es Schtreimelträger. Schtreimel werden zurzeit in Israel, in New York City und in Montréal angefertigt.

### Spodek, Spodik
Der Spodek oder auch Spodik ist eine hohe, oben flache Pelzmütze von konischer Form. Im Gegensatz zum Schtreimel ist der Spodik, von dem es mehrere Varianten gibt, länglich, groß, schlank und eher zylindrisch.
Der Spodik wurde in Südrussland, Polen und Galizien von bestimmten Bevölkerungsgruppen (Juden, Kosaken) getragen. Das aus slawischen Sprachen stammende Wort ist ins Jiddische eingeflossen und wird von dort gelegentlich in deutsche Übersetzungen übernommen. Verheiratete Männer der Gerrer Chassidim trugen ihn am Sabbat und an den jüdischen Feiertagen, er gilt als Merkmal der Gerrer Chassidim. Diese Art von Pelzmütze wurde jedoch vor der Shoah von allen chassidischen Gruppierungen in Polen getragen.

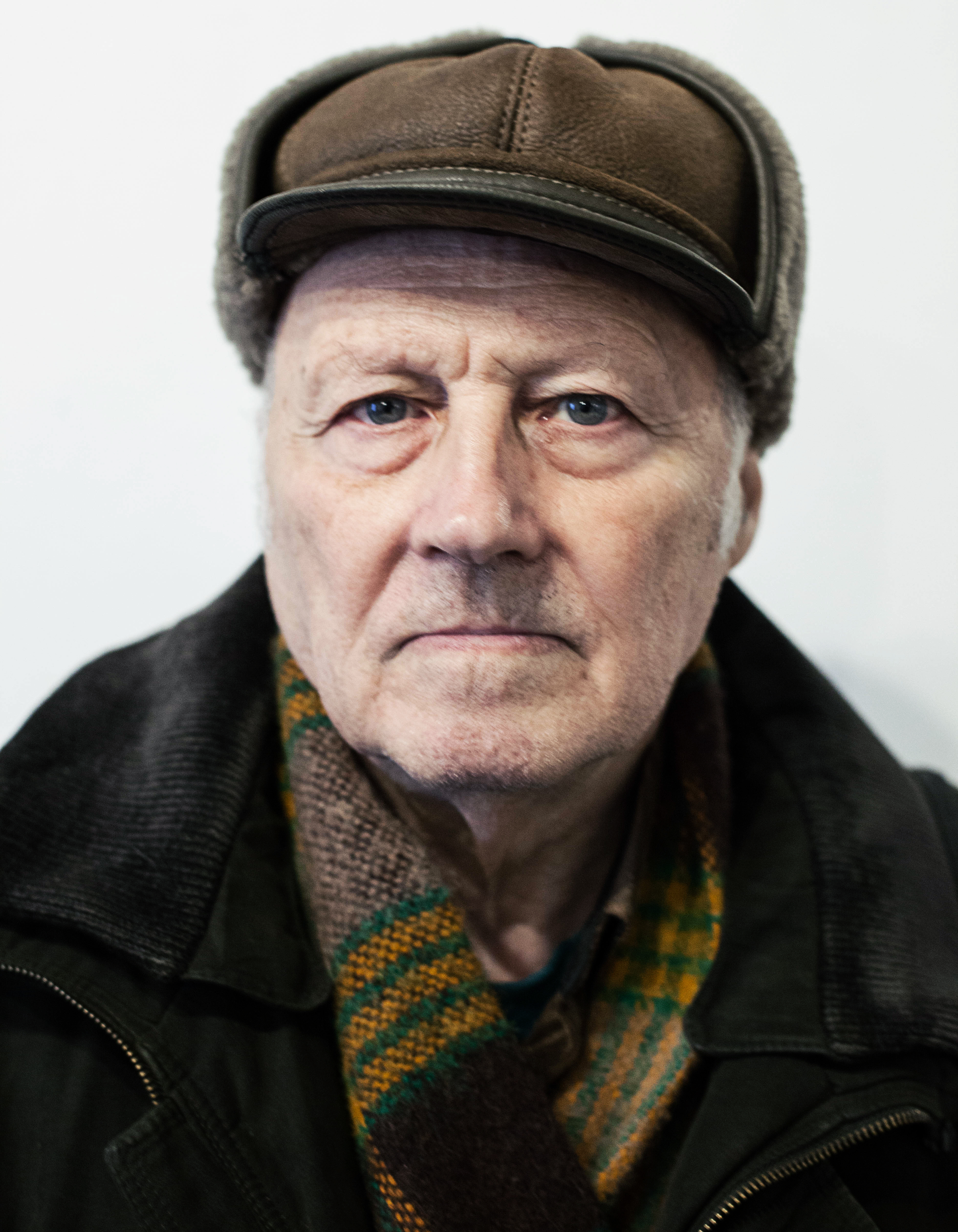
Der russische Künstler Alexander Naiden mit Velourslamm-Schirmmütze (2016)

### Schirmmütze
Seit etwa den 1980er Jahren wurde vor allem unter Männern die Schirmmütze zunehmend aktuell.

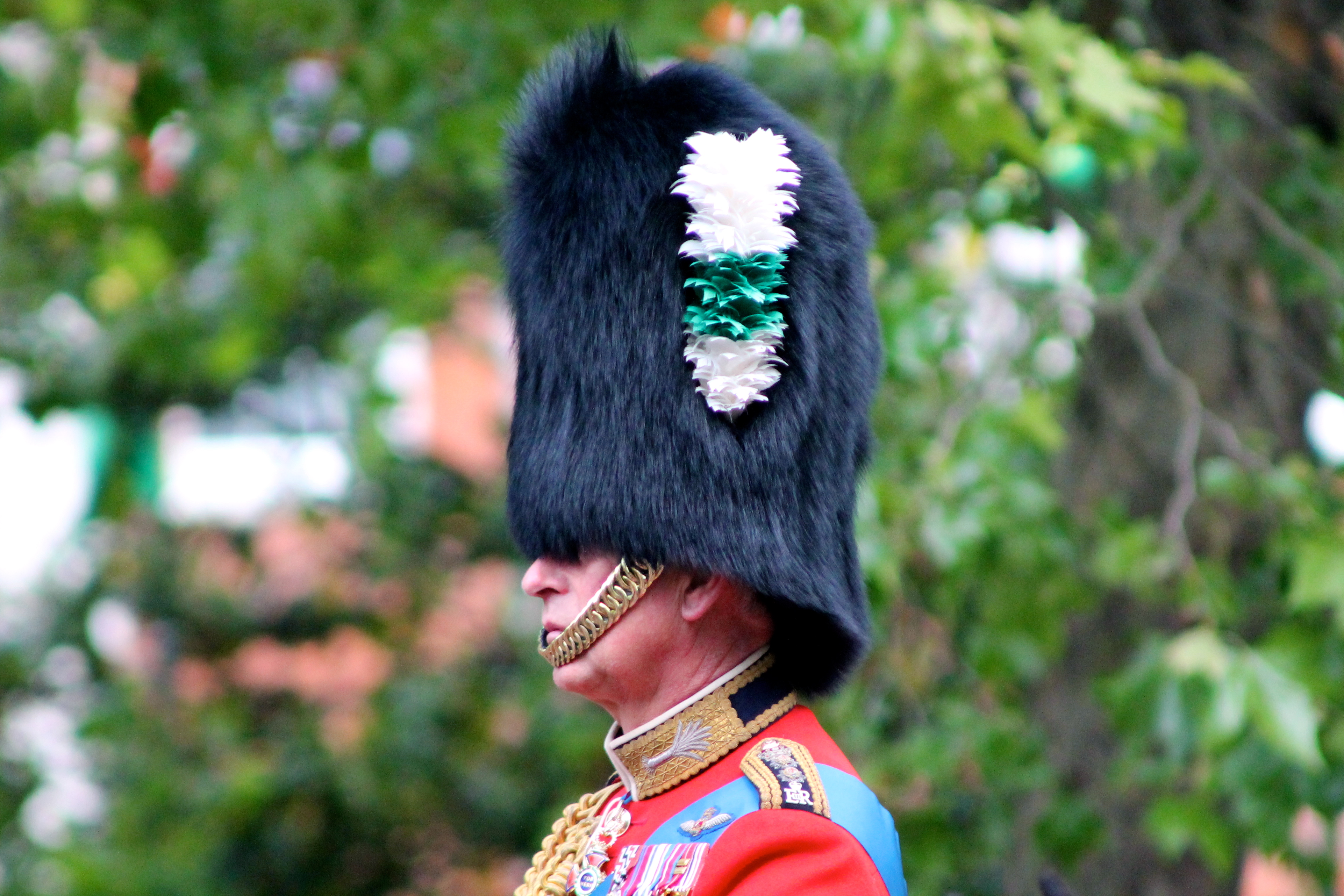
Prinz Charles in der Uniform eines Colonel of the Welsh Guard (2012)

## Benannt nach der Fellart

### Bärenfellmütze
Die Bärenfellmütze ist eine Kopfbedeckung, die von Einheiten verschiedener Streitkräfte als Teil der Paradeuniform getragen wird, außerdem die Kopfbedeckung tatarischer Völker.

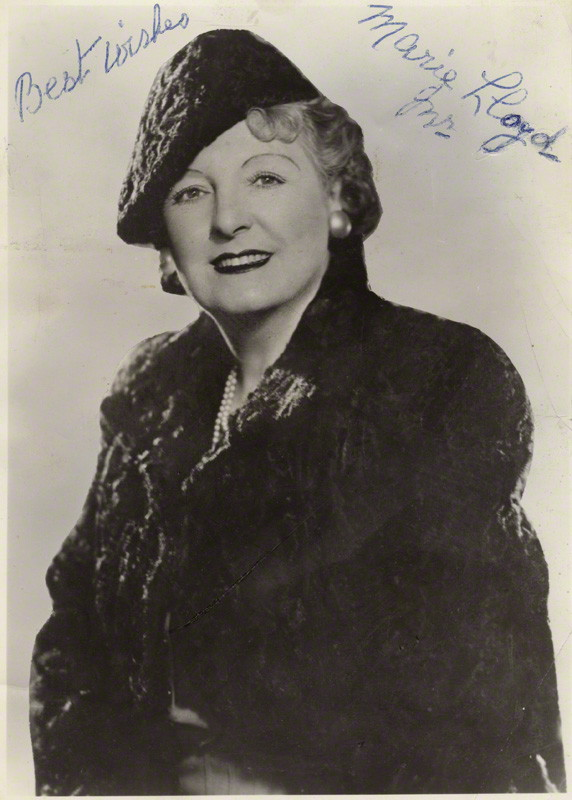
Schauspielerin Marie Lloyd mit Persianerkappe (um 1920)

### Karakulmütze, Persianermütze
Die Karakulmütze (QaraQul), auch Astrachan oder Persianermütze genannt (Persisch: قراقلی), ist eine Kopfbedeckung aus dem Fell des Karakullamms. Das typische Modell der Karakulmütze für Herren ist das sogenannte Schiffchen. In dieser Form findet man sie unter anderem bei prominenten Anhängern islamischen Glaubens in Zentral-, teilweise auch in Südasien.
Etwa seit den 1920er bis in die 1980er Jahre, besonders in der Zeit nach dem Zweiten Weltkrieg, war Persianer ein bevorzugtes Material der Pelzmode, neben Jacken und Mänteln auch für Damenmützen- und Kappen.

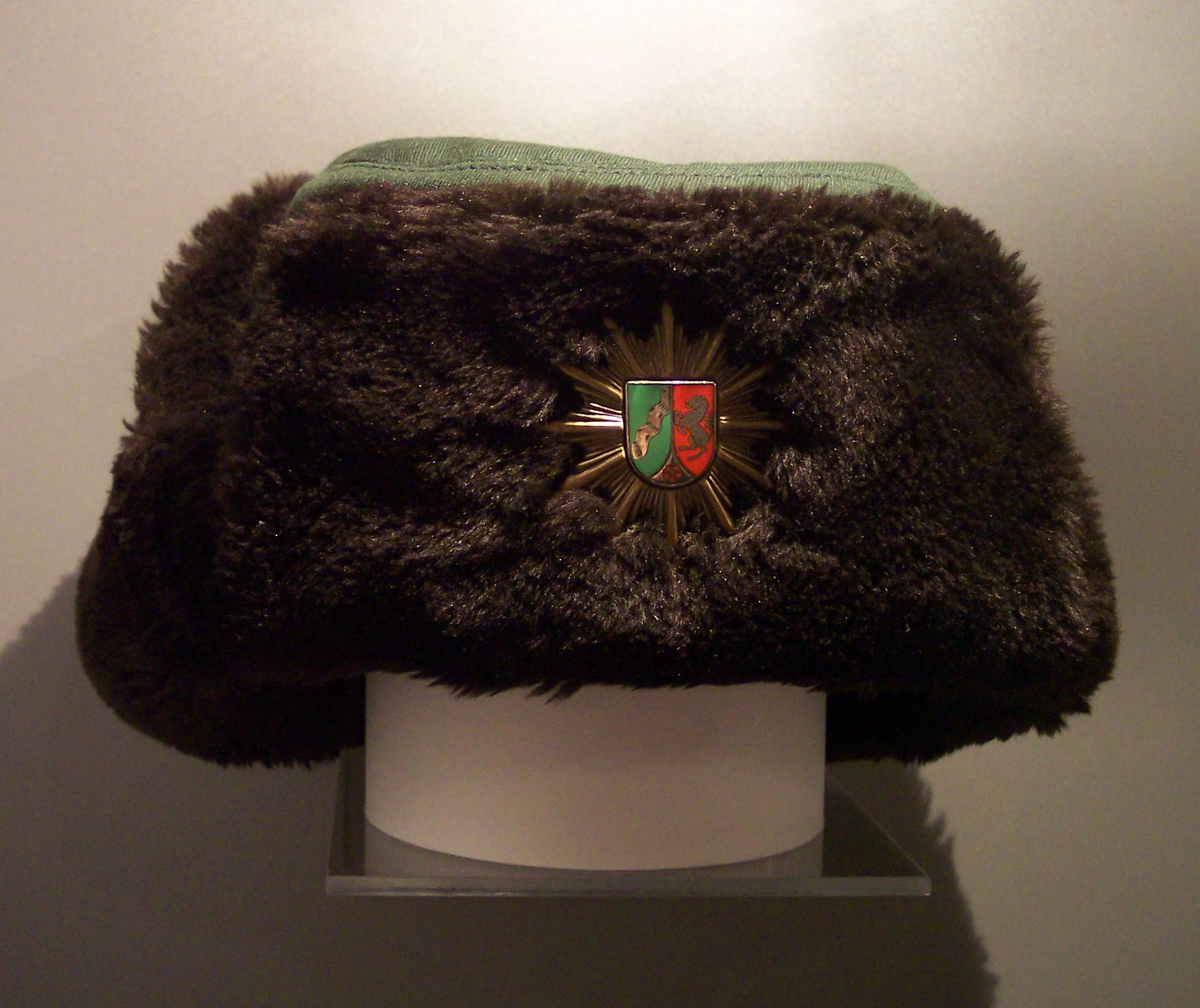
Webpelz-Wintermütze (Uschanka) der Polizei in Nordrhein-Westfalen (2007)

### Webpelzmütze
Die Webpelz- oder Kunstpelzmütze aus Pelzimitat wird, je nach Mode, in allen gängigen Formen wie die Echtpelzmützen hergestellt. Hüte aus Webpelz sind dagegen eher selten.

## Weitere Pelz-Kopfbedeckungen

### Pelzhut und Pelzkappe

Pelzhüte und -kappen bei einem Kürschner (Düsseldorf 2011)
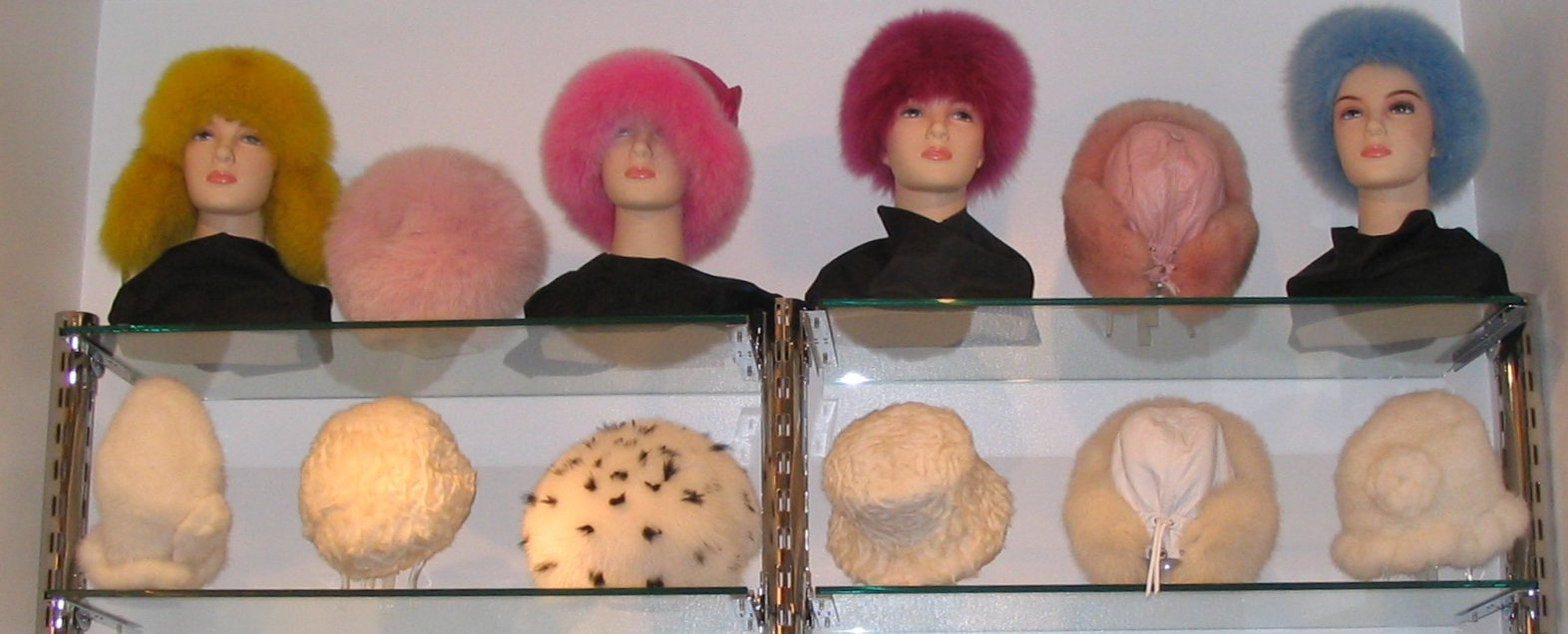

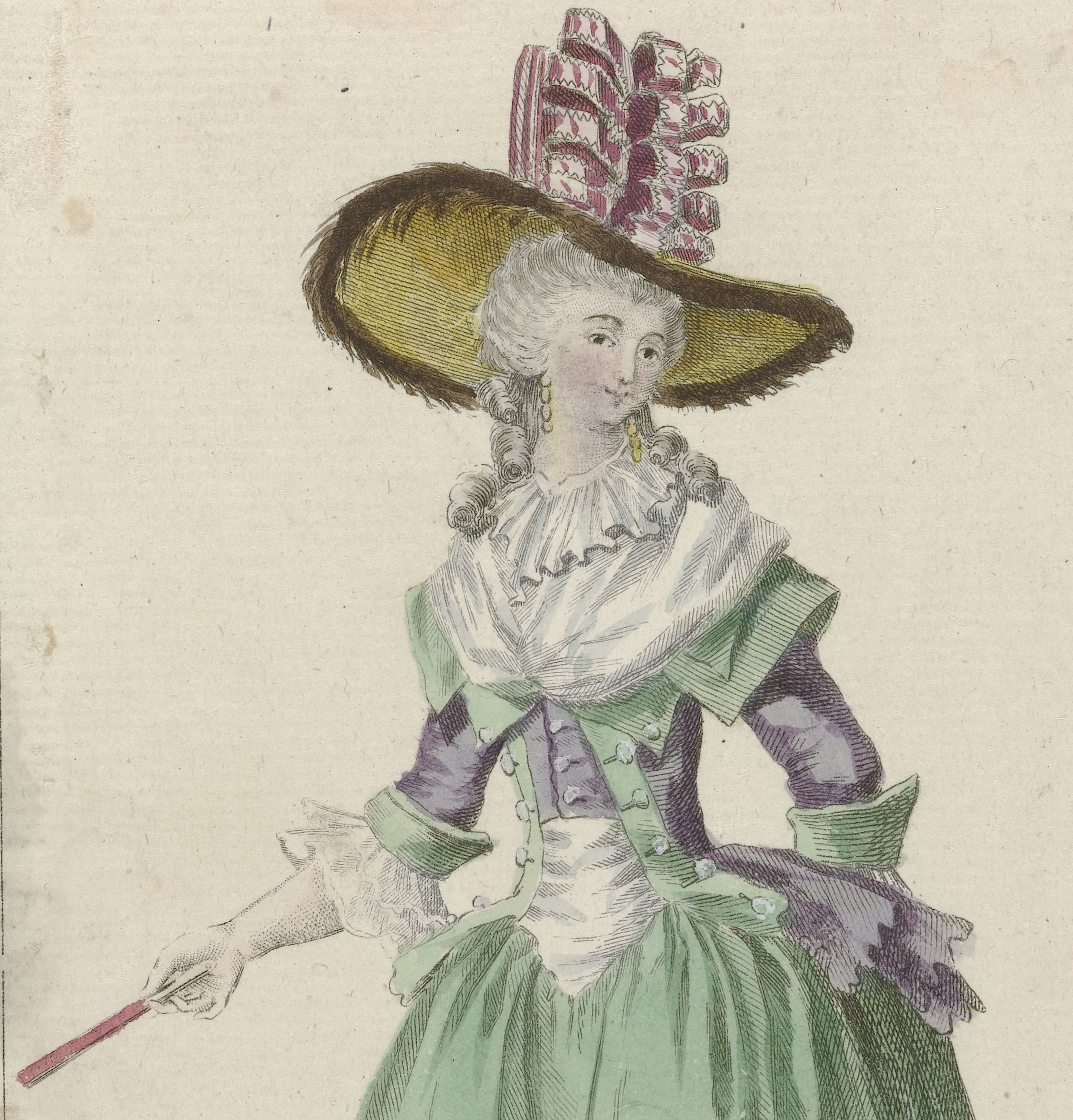
Pelzverbrämter Hut (Frankreich, 1786)

Pelzhüte und die in Deutschland als Kappen bezeichneten Kopfbedeckungen werden im Gegensatz zu Mützen nicht weich und zusammenfaltbar gearbeitet, sondern über einen formenden Block gespannt, siehe dazu den Artikel Hutformenbauer. Damit lassen sich sehr differenzierte Modelle erstellen. Die Dauerhaftigkeit der Form wird durch eine versteifende Einlage gewährleistet.
Insbesondere in der zweiten Hälfte des 20. Jahrhunderts waren Pelzhüte sehr gefragt. Häufig wurde zu einem Pelzmantel oder zur Pelzjacke der Hut oder die Kappe aus dem gleichen Material wie das Kleidungsstück oder dessen Besatz getragen (zum Beispiel Persianermantel mit Nerzkragen und Nerzmanschetten, dazu eine Persianer- oder Nerzkappe). Das galt auch für die Stoffkonfektion, die sehr oft einen Fellkragen und Fellmanschetten aufwies.
Die handwerkliche Ausführung dieser Spezialarbeit erfolgt meist durch Modisten, häufig durch auf Pelz spezialisierte Familienbetriebe.

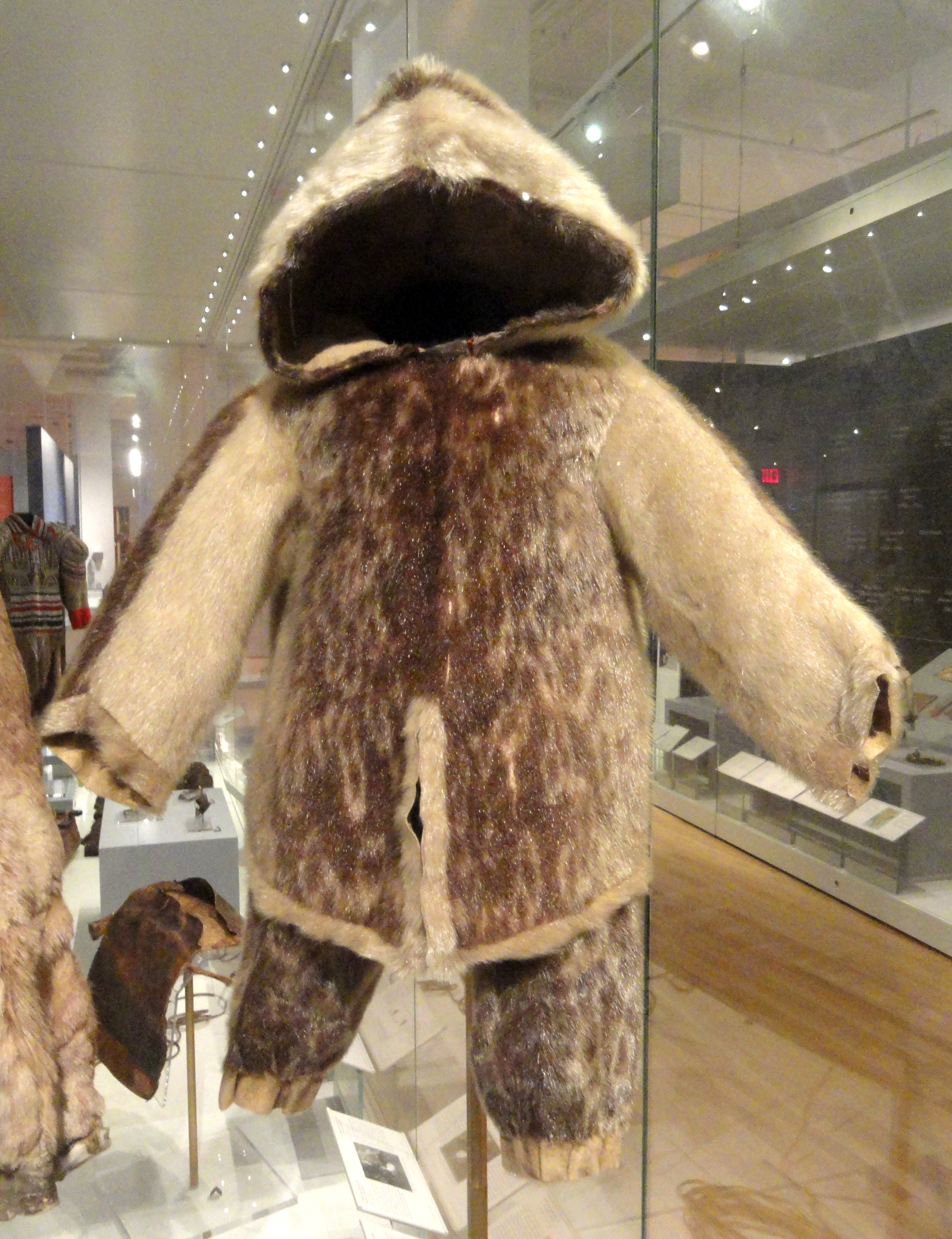
Knabenparka mit Kapuze der Inuit (Royal Ontario Museum, Canada, undatiert)

### Pelzkapuze
Kapuzen sind meist Bestandteil einer Jacke oder eines Mantels, fest angearbeitet oder abknöpfbar, nur selten eine eigene Kopfbedeckung. Gehören sie zu einem Pelzbekleidungsstück, sind sie in der Regel aus der gleichen Fellart gearbeitet, oft mit einem langhaarigeren Fell verbrämt. Die mit Fell besetzte Kapuze hat seit etwa Anfang des 21. Jahrhunderts eine große Renaissance, am einfachen Parka bis hin zur exklusiven Designerjacke. Materialien sind neben Webpelz vor allem Fuchsfelle aller Arten, besonders Seefuchsfell und Rotfuchsfell, Waschbärfell und langhaariges Lammfell.

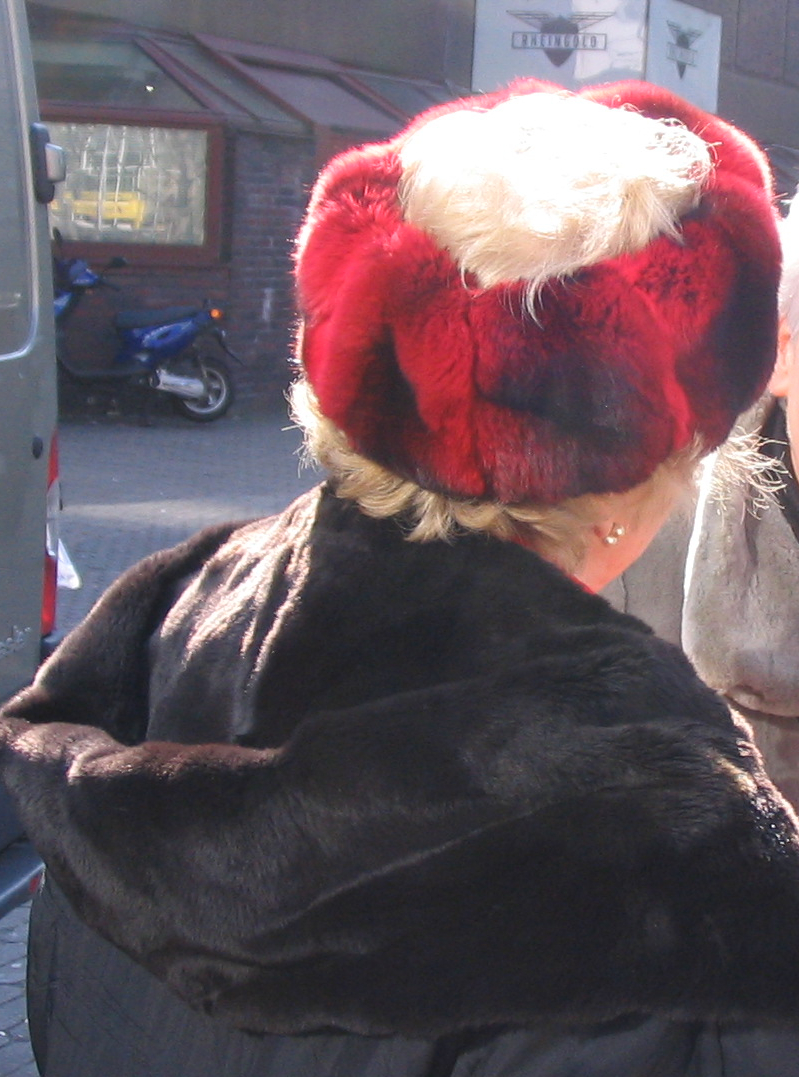
Stirnband aus rotgefärbtem Chinchillafell (1911)

### Pelzstirnband
Stirnbänder aus Fell finden sich nur vereinzelt in regionalen Trachten, jedoch auch bei Jägern tropischer Landstriche, dort beispielsweise aus Leopardfell. In der modernen Bekleidung sind sie in den verschiedenen Modeepochen jeweils mehr oder weniger stark vertreten, neben dem modischen Aspekt als Stirn- und Ohrenwärmer gedacht.

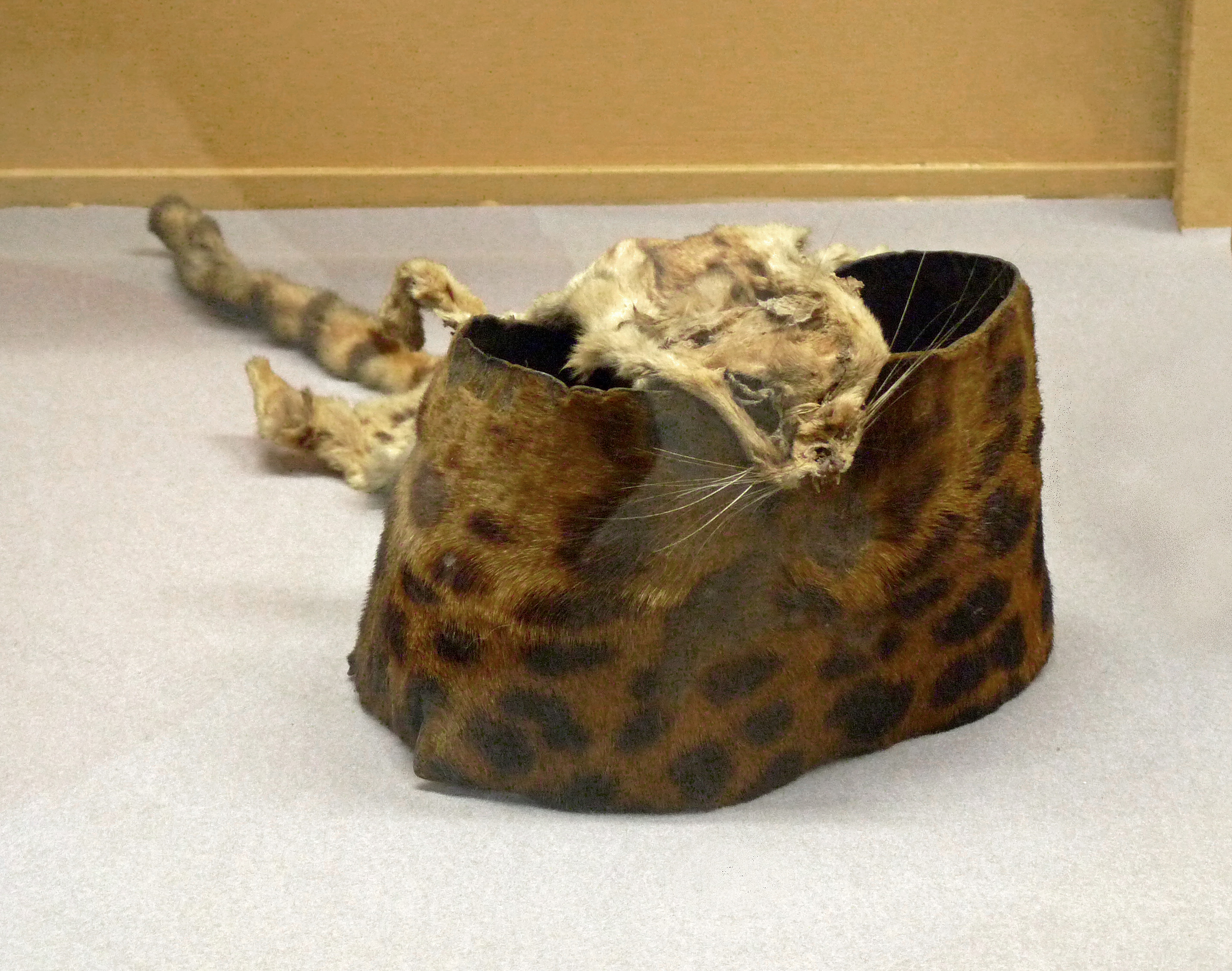
Haube aus Leopard- und Wildkatzenfell (Zentralafrika)
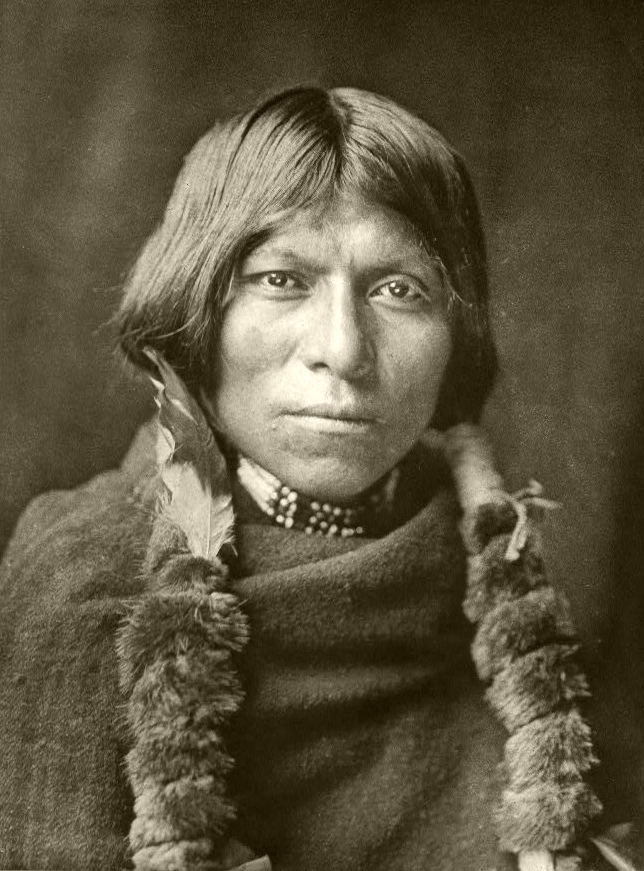
Jicarilla Apache, Zöpfe mit Otterfell umwunden (1910)

## Kopfschmuck
Vor allem in Völkern mit traditioneller Jagd wird Pelz gelegentlich als reiner Kopfschmuck ohne wärmende Absicht eingesetzt. Besonders verbreitet ist das jedoch bei vielen Stämmen nordamerikanischer Indianer. Ein wesentliches Charakteristikum der Haartracht sind hier die mit Otterschwänzen oder Otterfell garnierten, vor dem Körper getragenen Zöpfe der Männer. Vogelfellmützen wurden unter anderem auf der Québec-Labrador-Halbinsel getragen, wo Inuit und Innu (Naskapi- und Montagnais-Indianer) zusammenleben.
Kürschnermeister August Dietzsch (* 1900; † 1993) aus Leipzig erinnerte sich 1987: „Als Pferde- und Straßenbahnen immer stärker als Verkehrsmittel ausgebaut wurden, erwiesen sich die damals üblichen Hutnadeln der hochmodischen, meist recht überdimensionalen Damenhüte als gesundheitliche Gefährdung der Fahrgäste. Deshalb konnte man dann in diesen Transportmitteln lesen: 'Personen mit ungeschützten Hutnadeln werden nicht befördert'. Und aus diesem Grund fertigten wir Hutnadelschützer aus Hermelinköpfen. So trug manche Frau auch Hermelin, ohne daß sie es sich eigentlich leisten konnte.“